# Van der Nootska palatset
van der Nootska palatset (fastigheten Paris 16) är ett tidigare privatpalats vid Sankt Paulsgatan 21 på Södermalm i Stockholm. Byggnaden uppfördes åren 1671–1672 för friherren Thomas van der Noot i en tid då Sverige hade en stark ställning som en av Europas stormakter. Fastigheten hade efter van der Noot många ägare och hotades ett flertal gånger av rivning. Sedan 1942 ägs fastigheten av Stockholms stad och sedan 2005 av kommunägda AB Stadsholmen. Huset är blåklassat av Stadsmuseet i Stockholm, vilket innebär att bebyggelsen har "synnerligen höga kulturhistoriska värden" motsvarande fordringarna för byggnadsminnen.

## Kvarteret

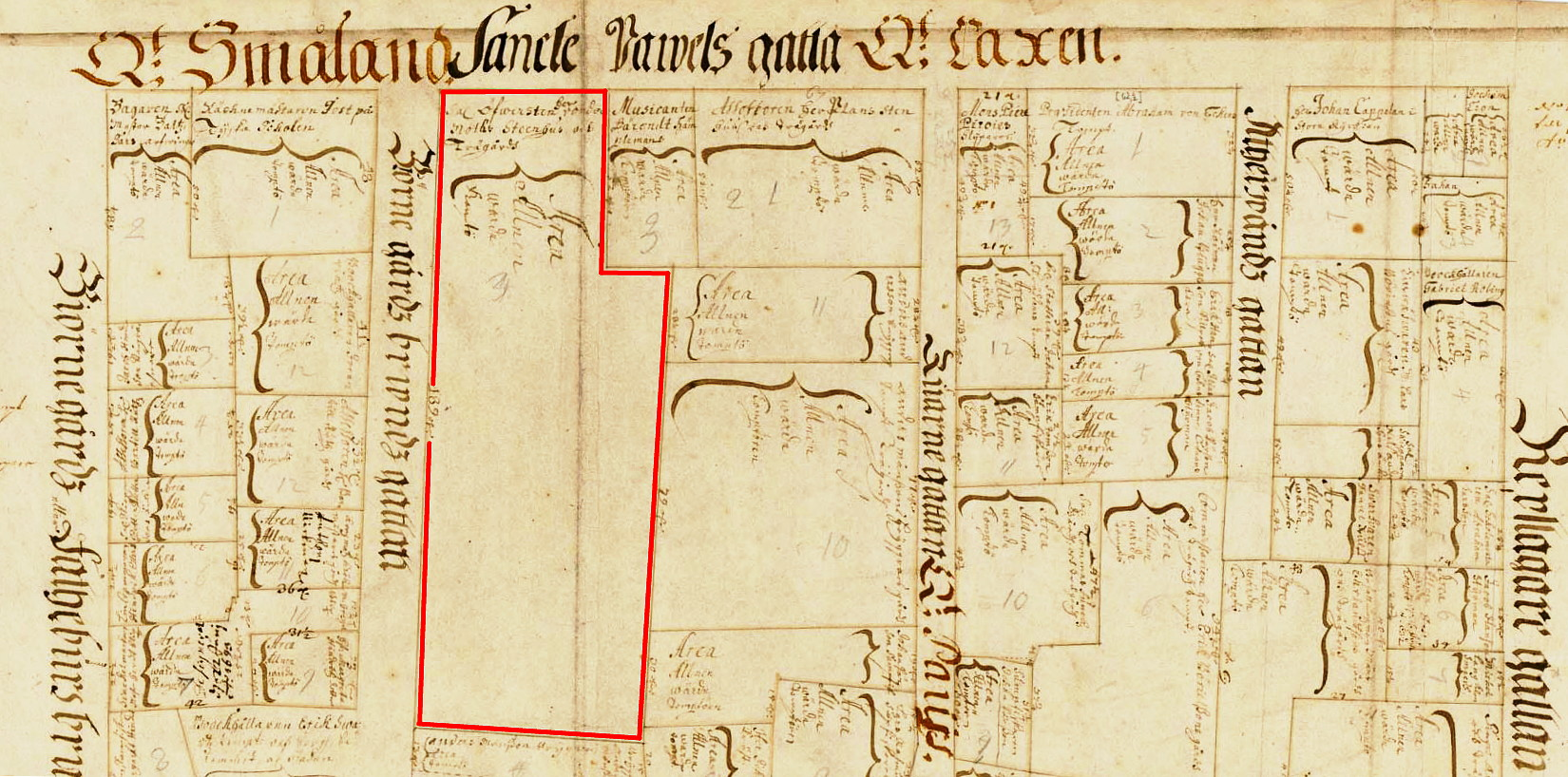
Holms tomtbok 1679 med van der Noots tomt, rödmarkerad.

Kvarteret Paris begränsas i norr av Sankt Paulsgatan, i öster av Kvarngatan, i söder av Fredmansgatan och i väster av Bellmansgatan. Kvarteret är resultatet av ett omfattande regleringsarbete i Stockholm som, för Södermalms del, påbörjades 1641 (se Stadsplanering i Stockholm). Innan dess fanns här ett oplanerat gatunät med några vägar som löpte tvärs över det som senare kom att utgöra tomten till van der Nootska palatset. 
Trakten förvandlades till rektangulära kvarter där det aktuella kvarteret fick namnet Paris. Namnet har inget att göra med staden Paris eller med prinsen Páris ur den grekiska mytologin utan går troligen tillbaka till den tyskfödde krögaren Jakob Paris. Han finns 1652 upptagen i en mantalslängd från Gamla stan och drev ett gårkök, hade gott anseende och ägde flera fastigheter i staden. Söder om kvarteret låg på 1600- och 1700-talen  tre väderkvarnar: Stora och Lilla Somens kvarn samt Christian Hanssons kvarn. En av dem syns på Erik Dahlberghs Sueciabild från 1690-talet.

## Palatset under van der Noot

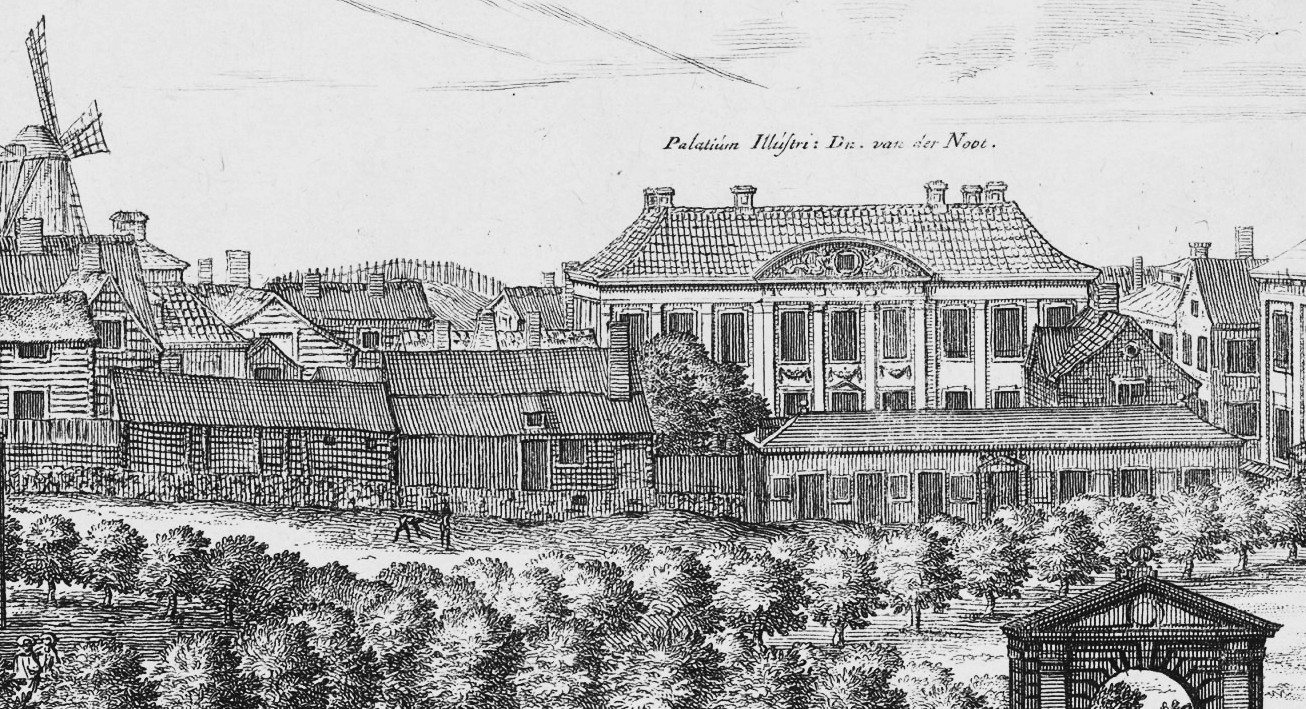
Palatset i Erik Dahlberghs Sueciaverket 1690-tal (bilden är beskuren).

Åren 1670 och 1671 köpte friherren och översten Thomas van der Noot (adlad 1668 von der Noth) en nybildat långsmal tomt i kvarteret Paris vid Sancte Pawels gatta (nuvarande Sankt Paulsgatan). På den norra delen planerade han sitt palats, ett påkostat stenhus i två våningar, och på södra delen skulle finnas trädgård och ekonomibyggnader. Tomten var länge en av de största i området och helt avskärmad mot grannarna genom höga murar. 
Thomas van der Noot härstammade från Brabant och var en av flera nederländare i Sverige som hade fastigheter på Södermalm. Men till skillnad från sina landsmän, som var övervägande affärsidkare och brukspatroner, var van der Noot militär och diplomat och hade i samband med moderns andra gifte med den svenske adelsmannen Knut Kurck tidigt kommit i svensk, statlig tjänst. Hans hustru var friherrinnan Maria von der Noth, född Roquette Hägerstierna. Hon härstammade från Stockholm men hade franskt och holländskt påbrå.
Förmodligen påbörjades bygget i samband med första tomtförvärvet 1670 och huset torde till det yttre ha stått färdigt hösten 1672. Fasadernas gestaltning följde tidens smak och är ett bra exempel på den nederländska klassicismen som var modern under 1600-talets senare hälft. Arkitekten har inte entydigt kunnat fastställas. I en del källor uppges Mathias Spieler alternativt hans svärfar Jean de la Vallée som upphovsman. Det är även möjligt att båda var inblandade. Spieler (eller Spihler) var dock kontrakterad för genomförandet av inredningarna liksom de framstående stuckatörerna Carlo Carove och Giovanni Carove som utförde stucktak och andra putsarbeten på 1670-talet. Bygget finansierades av Marias far, den mycket förmögne och framgångsrike handelsmannen från Languedoc i Frankrike, Claude Roquette, adlad Hägerstierna i Sverige.

## Ritningar
Ritningarna visar uppmätningar utförda 1902 av arkitekterna Agi Lindegren och Isak Gustaf Clason inför den stora ombyggnaden 1903–1906. Fasaden mot gatan har
på ritningen kompletterats med den på 1870-talet borttagna fritrappan.

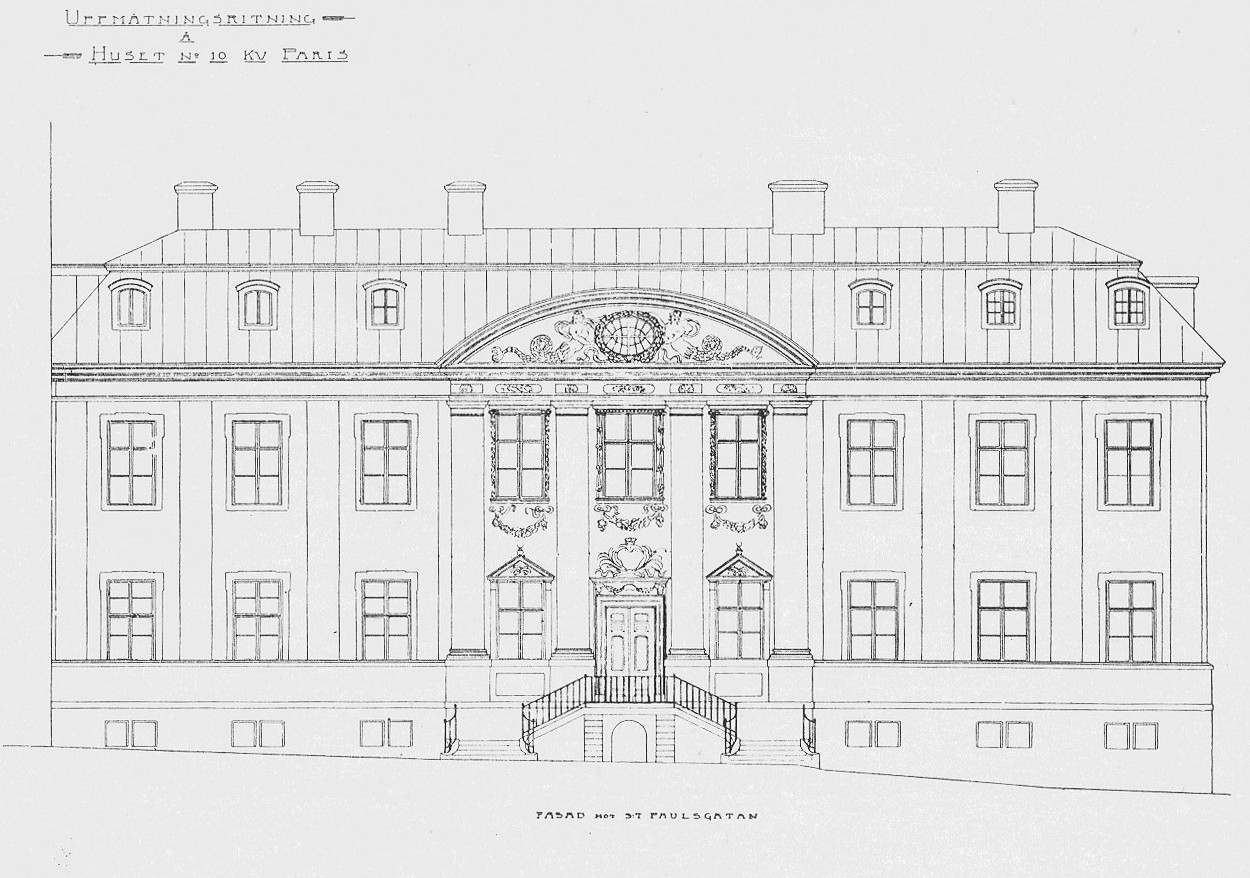
Fasad mot gatan
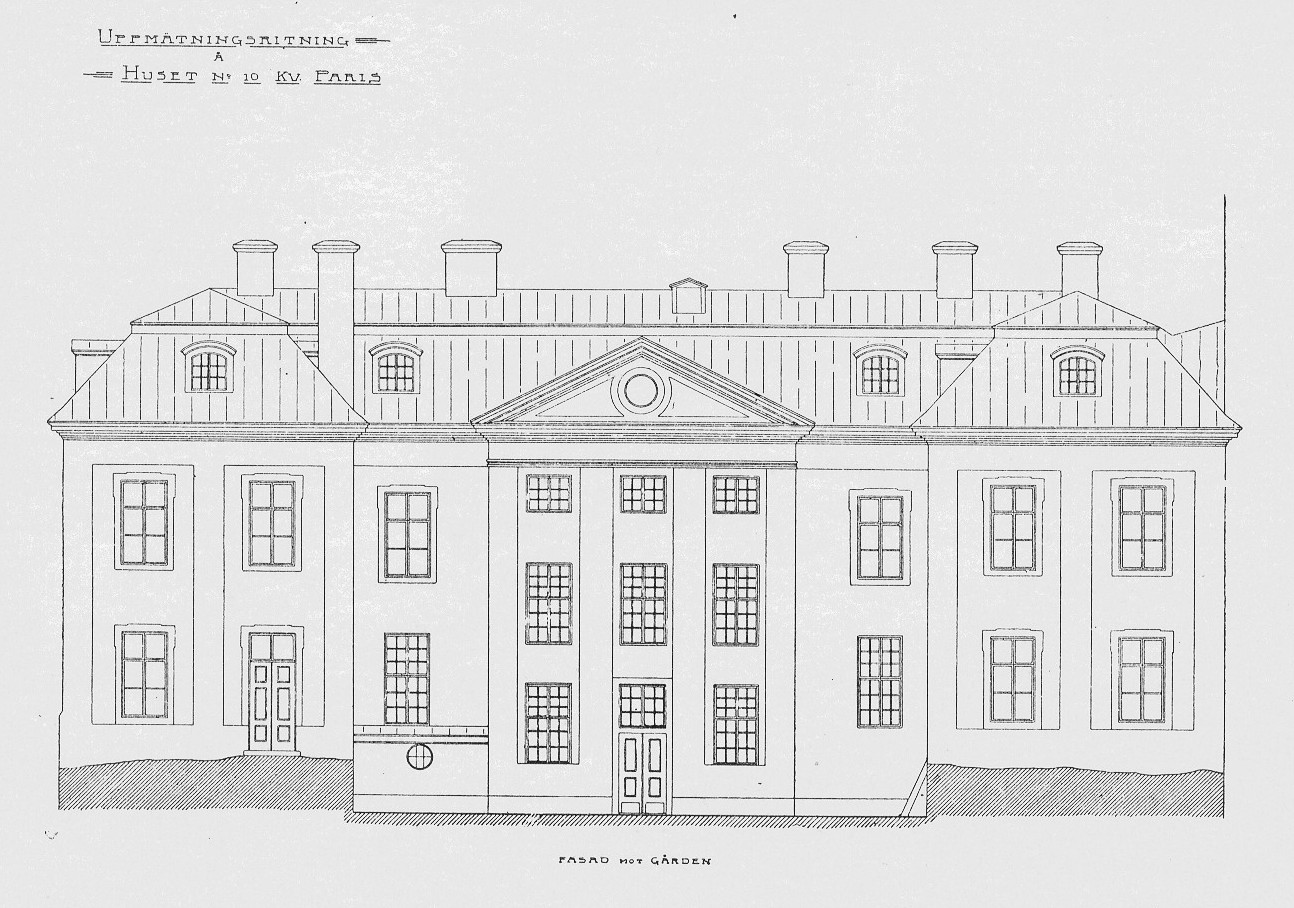
Fasad mot gården
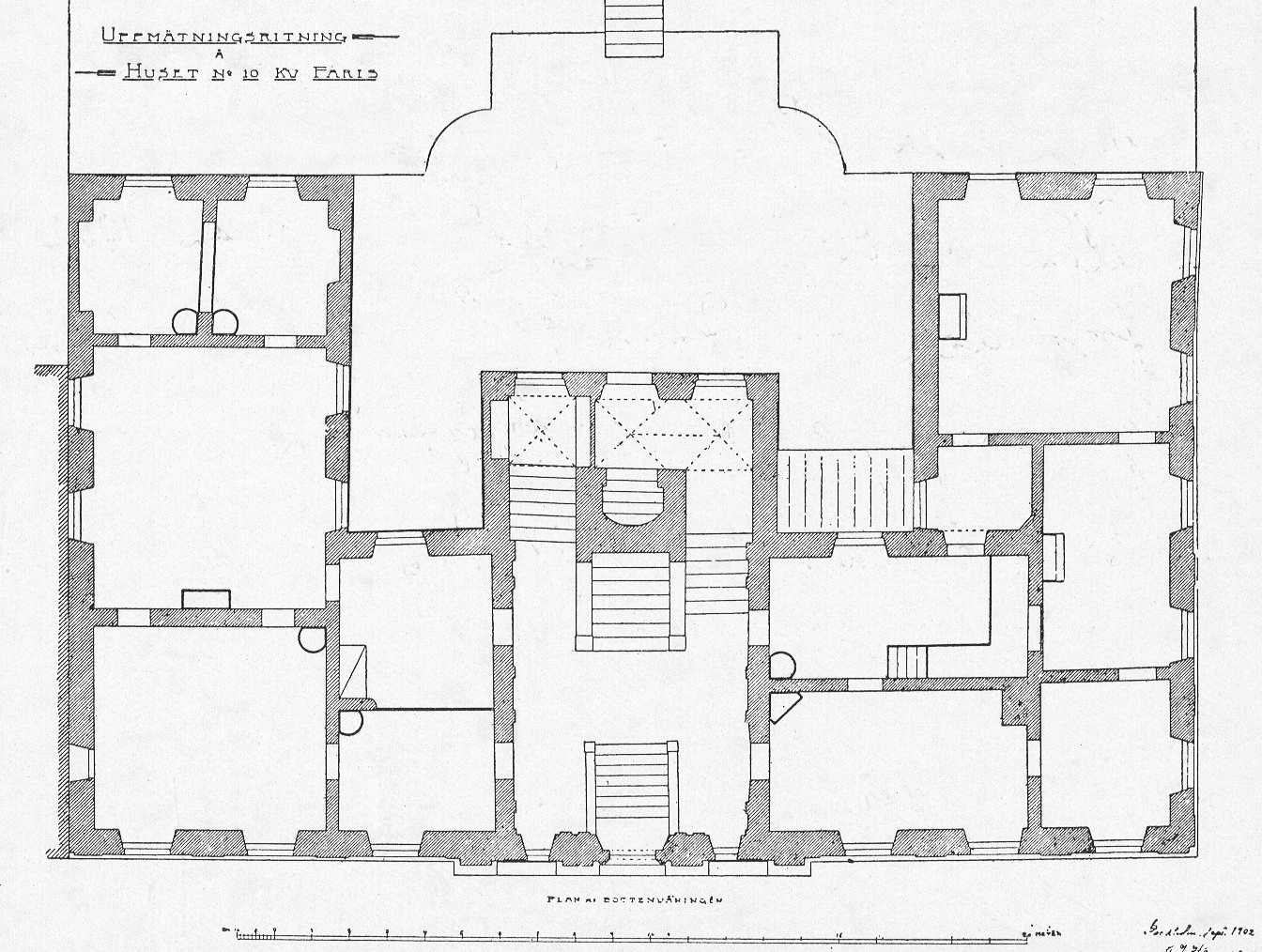
Bottenvåning
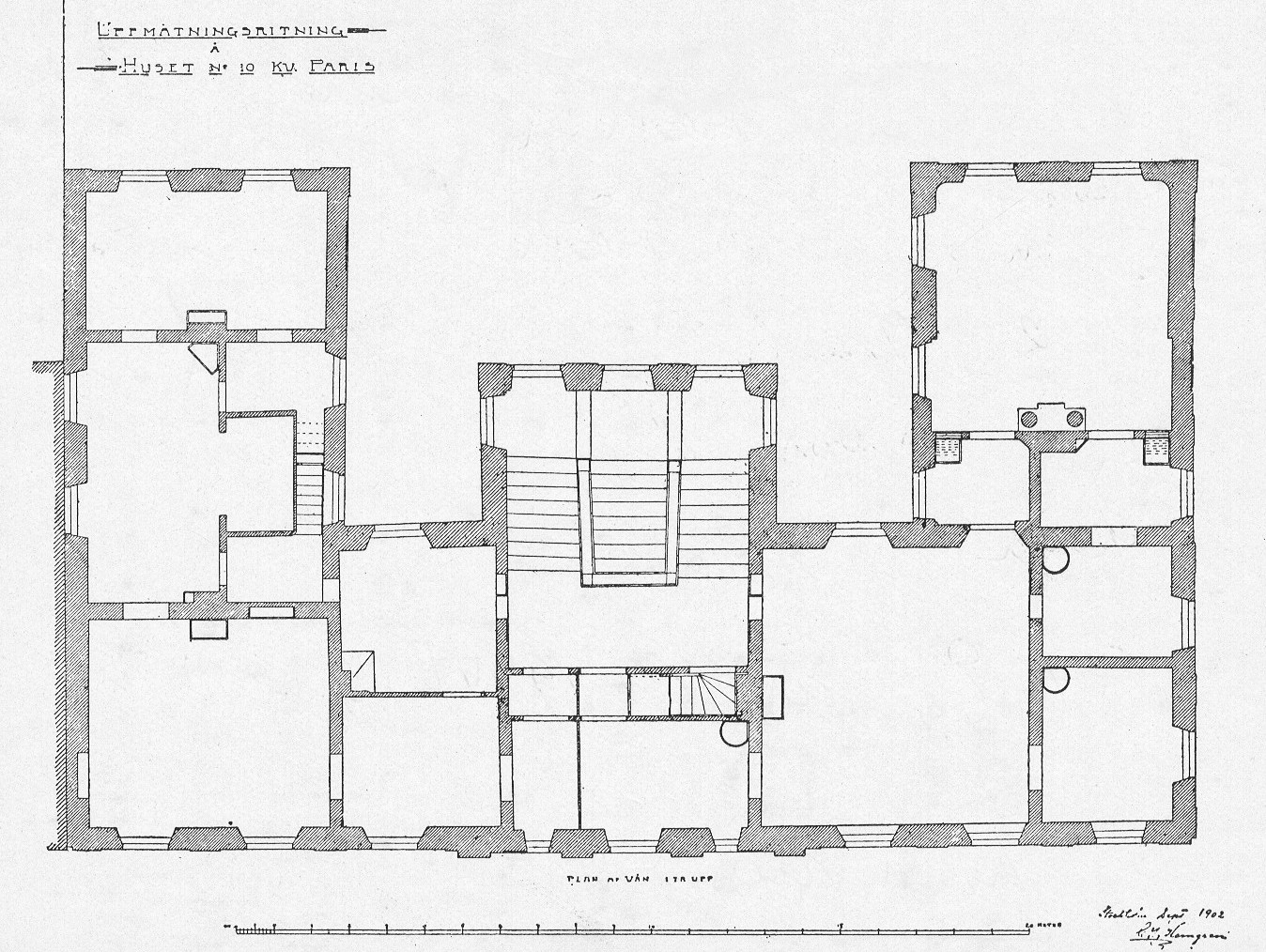
Våning 1 trappa

## Palatset efter van der Noot

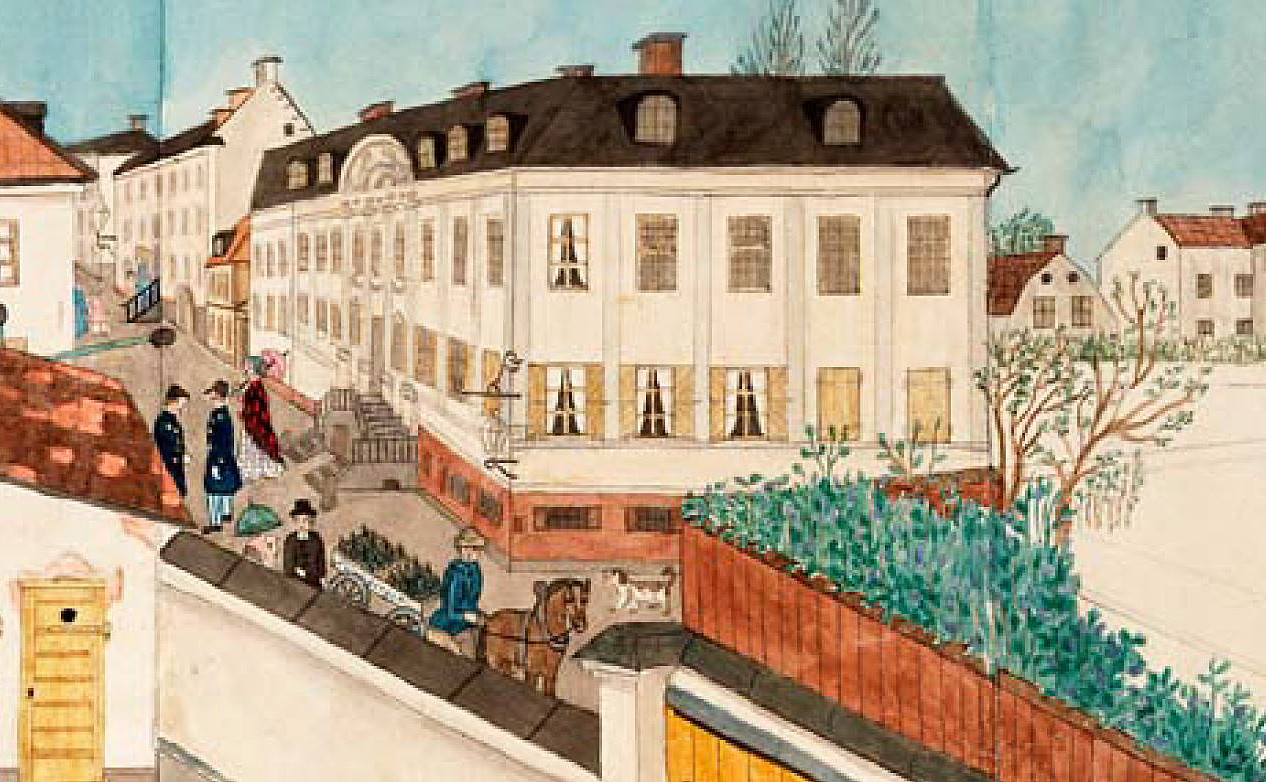
Palatset på 1870-talet. Akvarell av Josabeth Sjöberg (bilden är beskuren).

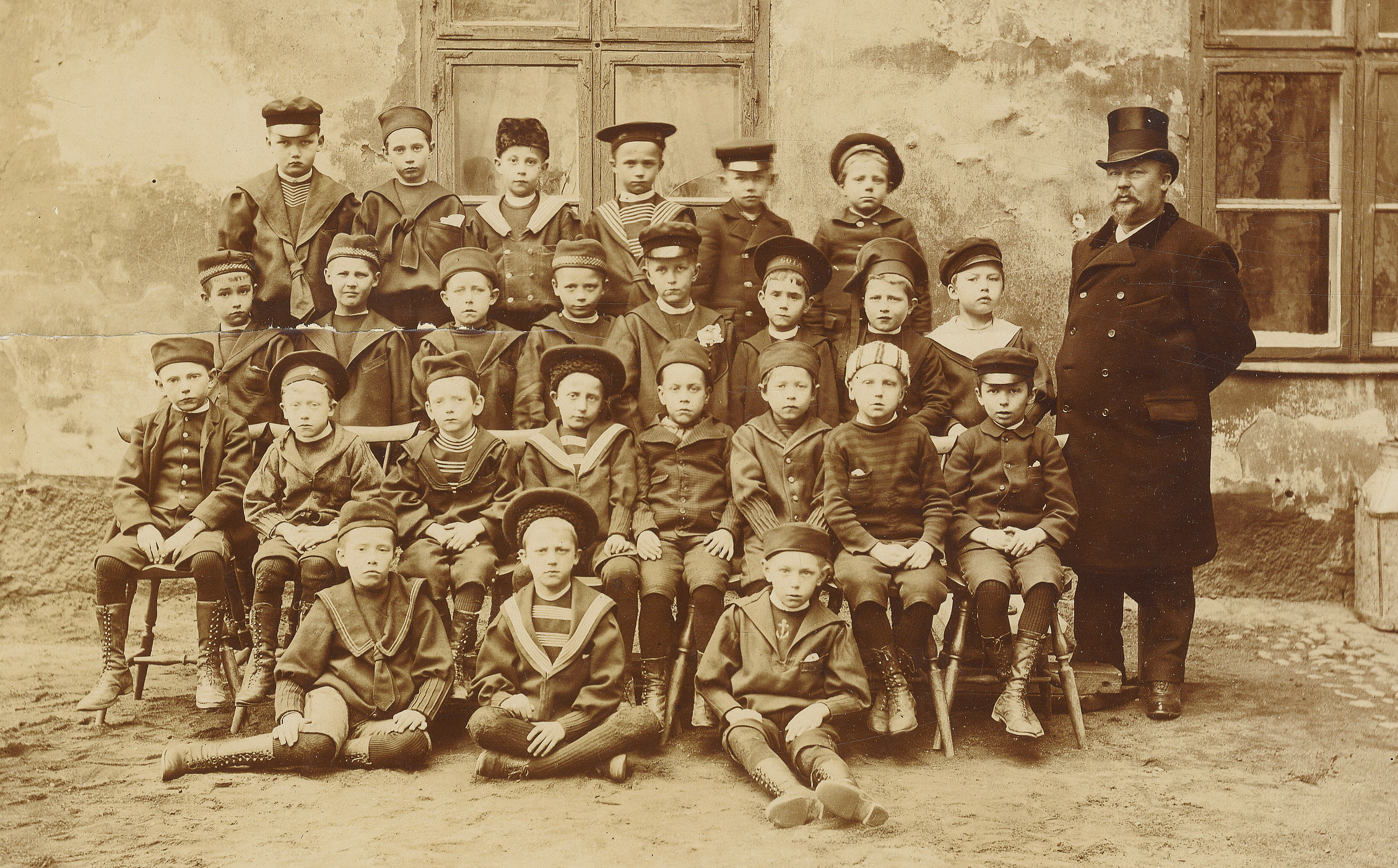
Ångmanska skolan för gossar 1890-tal.

Thomas van der Noot eller hans familj flyttade aldrig in i huset eftersom han blev kallad till diplomatiska uppdrag i Nederländerna. Efter att Thomas von der Noth avlidit 1677 i Stettin förvaltade hustrun Maria von der Noth fastigheten fram till sin död efter 1732. Därefter ärvdes den av hennes barnbarnsbarn, innan den nederländske ministern Constantin Rumpf förvärvade fastigheten. Byggnaden hade redan från början hyrts ut som bostad åt olika holländska ministrar (ambassadörer). 
År 1770 såldes hela fastigheten till grosshandlaren och tobaksfabrikören Johan Christian Nentwig (död 1802), ägare till tobaksföretaget Nentwig & C:o. Tobaksspinneriet drevs på gården. 1794 gick Nentwig & C:o i konkurs. Nentwig bodde dock kvar i huset fram till omkring år 1800. Vid sekelskiftet 1800 var ölbryggaren Johan Gustaf Wertmüller gårdens ägare, varför egendomen länge varit känd under namnet Wertmüllerska huset. Han drev Nürnbergs Bryggeri och bodde i sitt palats fram till sin död 1856. Efter honom följde grosshandlare och slaktare som fastighetsägare. 
År 1885 öppnade Maria Förberedande elementarskola (dagens Maria Elementar i hörnet Fredmansgatan / Kvarngatan) till van der Nootska palatset. Skolan leddes av magister Jean Bernhard Ångman och kallades därför även Ångmans skola för gossar. I byggnaden bedrevs dessutom boktryckeri, Aug. Anderssons kol- och vedhandel och hälsoanstalten Stockholms södra gymnastikinstitut. På 1890-talet och fram till 1902 hade Stockholms Nya Tobaksfabrik kontor och lager i en del av byggnaden. Huset användes under en tid även som hyreskasern där de stora praktfulla rummen var provisoriskt uppdelade till enkla smålägenheter. Till slut stod byggnaden obebodd.
År 1890 styckades van der Noots stora tomt i fyra fastigheter (dagens Paris 11–14) där bostadshus uppfördes 1896–1897 efter ritningar av arkitekt Anders Gustaf Forsberg. På den femte fastigheten (dagens Paris 16) stod palatset kvar. Ägaren var grosshandlaren Johan Fredrik Rossander som under kort tid kring 1900-talets början bedrev cigarrtillverkning i huset. Han önskade att låta bygga ett modernt hyreshus istället för palatset, ritningarna var redan klara. Trots att huset var förfallet fann arkitekt Isak Gustaf Clason att det var en av stadens ståtligaste och värdefullaste byggnader som går medelvägen mellan högadligt palats och borgerlig patriciervilla. Han väckte även en motion i stadsfullmäktige om att palatset borde förvärvas för stadens räkning för att restaureras och användas för allmänt ändamål.

## Palatset under Jean Jahnsson

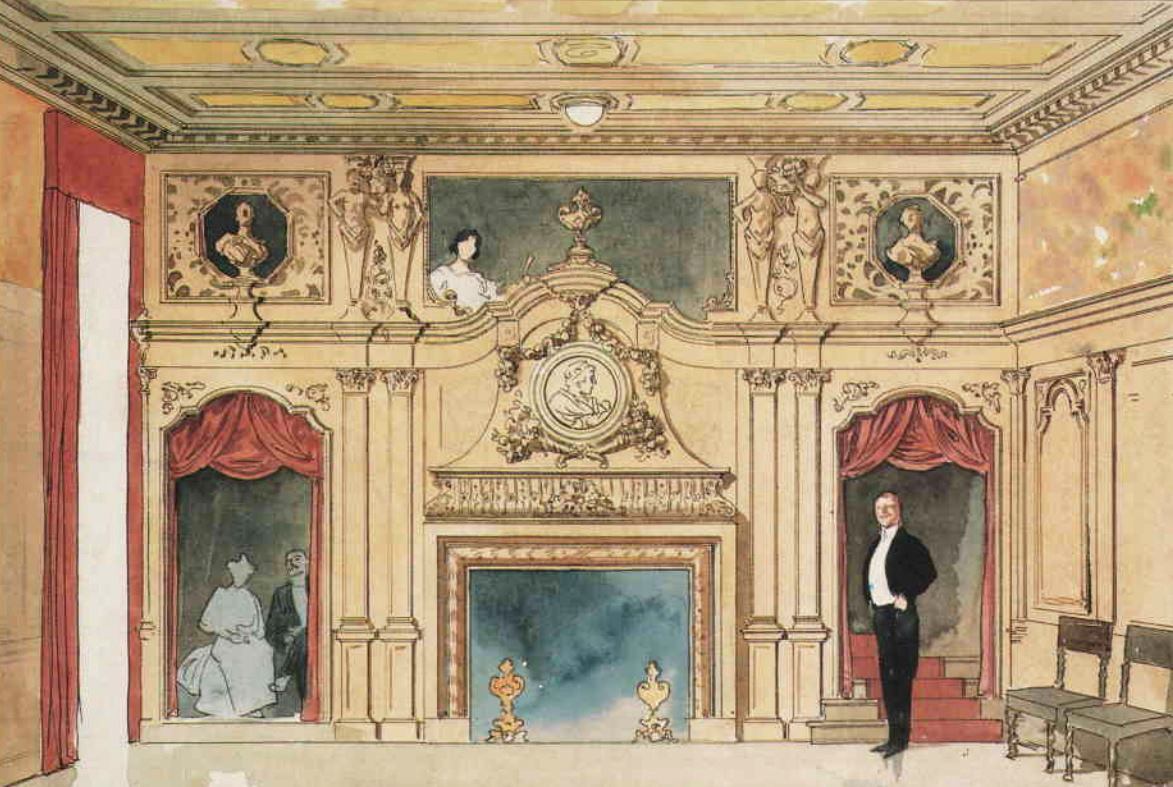
Vicke Andréns skiss till matsalen. Herren i frack är förmodligen Jahnsson själv.

Istället för rivning erbjöd sig hovjuveleraren Jean Jahnsson, ägare till Hallbergs Guldsmeds AB, att köpa den nedgångna egendomen. Han hade fått ett tips av dåvarande stadsarkitekten Kasper Salin som väckte hans intresse. Jahnsson kunde övertala Rossander att sälja och 1902 förvärvade Jahnsson huset för 125 000 kronor. Han ville återställa byggnaden genom framtagning av bevarade inredningar från palatsets storhetstider under 1600- och 1700-talen och samtidigt sätta sin egen prägel på interiören. 
Arkitekter vid om- och tillbyggnaden 1903–1906 var Agi Lindegren med bistånd av Kasper Salin och Isak Gustaf Clason. Den senare stod för trapphusets utformning. Inredningarna omfattade både nytillverkning och inköp av antik inredning, som paneler, dörrblad och kakelugnar, både från Sverige och andra europeiska länder, främst Frankrike. Flera av tidens namnkunniga konstnärer var engagerade i bygget, bland dem Olle Hjortzberg, Filip Månsson och inte minst Vicke Andrén, som var en av Jean Jahnssons nära vänner. Det omfattande projektet leddes av husherren själv och Vicke Andrén. Resultatet blev synnerligen påkostat. Jahnssons renovering blev mycket dyr och hamnade långt utöver köpeskillingen.
I van der Nootska palatset fanns enorma samlingar av konst och antikviteter. Palatset blev plats för husherrens stora bibliotek som omfattande omkring 100 000 volymer. I huset ägde även ett rikt sällskapsliv rum med övervägande konstnärer, journalister och skådespelare.
Jahnsson kom under slutet av 1920-talet i ekonomiska svårigheter. Han hade skatteskulder och tvingades sälja egendomen till sitt eget bolag, Hallbergs Guldsmeds AB, i början av 1930-talet. Hans samlingar skingrades genom auktioner 1933, en del av de gamla inredningarna försvann på samma sätt och palatset började på nytt att förfalla. 1935 ansökte Hallbergs Guldsmeds AB om rivning för att i stället låta uppföra ett femvåningshus på tomten. Återigen väcktes protester och byggnadens vara eller icke vara diskuterades. Även denna gång undersöktes möjligheterna om staden skulle kunna förvärva det nedgångna palatset för att förhindra en eventuell rivning.

Historiska bilder
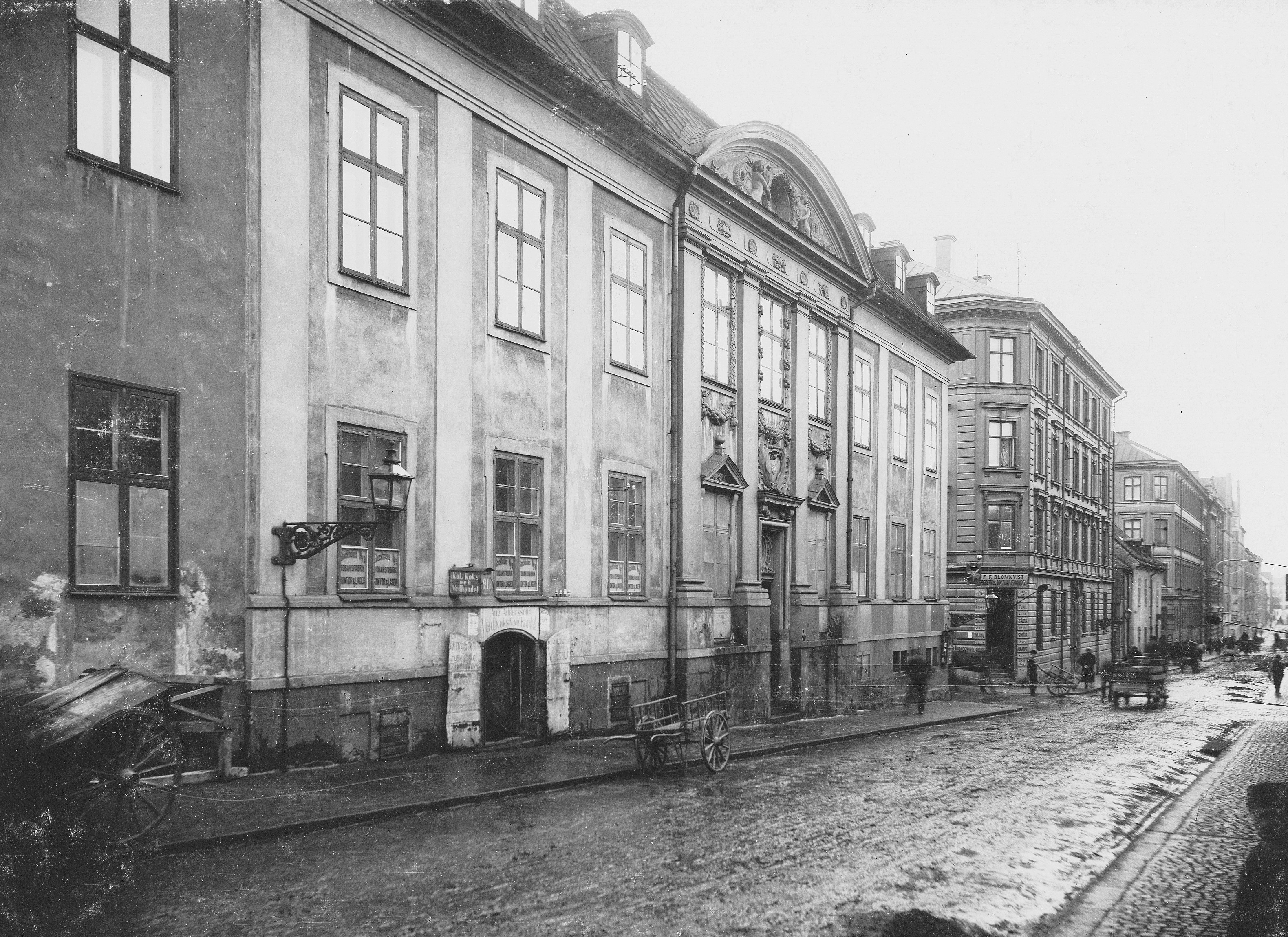
Palatset och S:t Paulsgatan 1896.
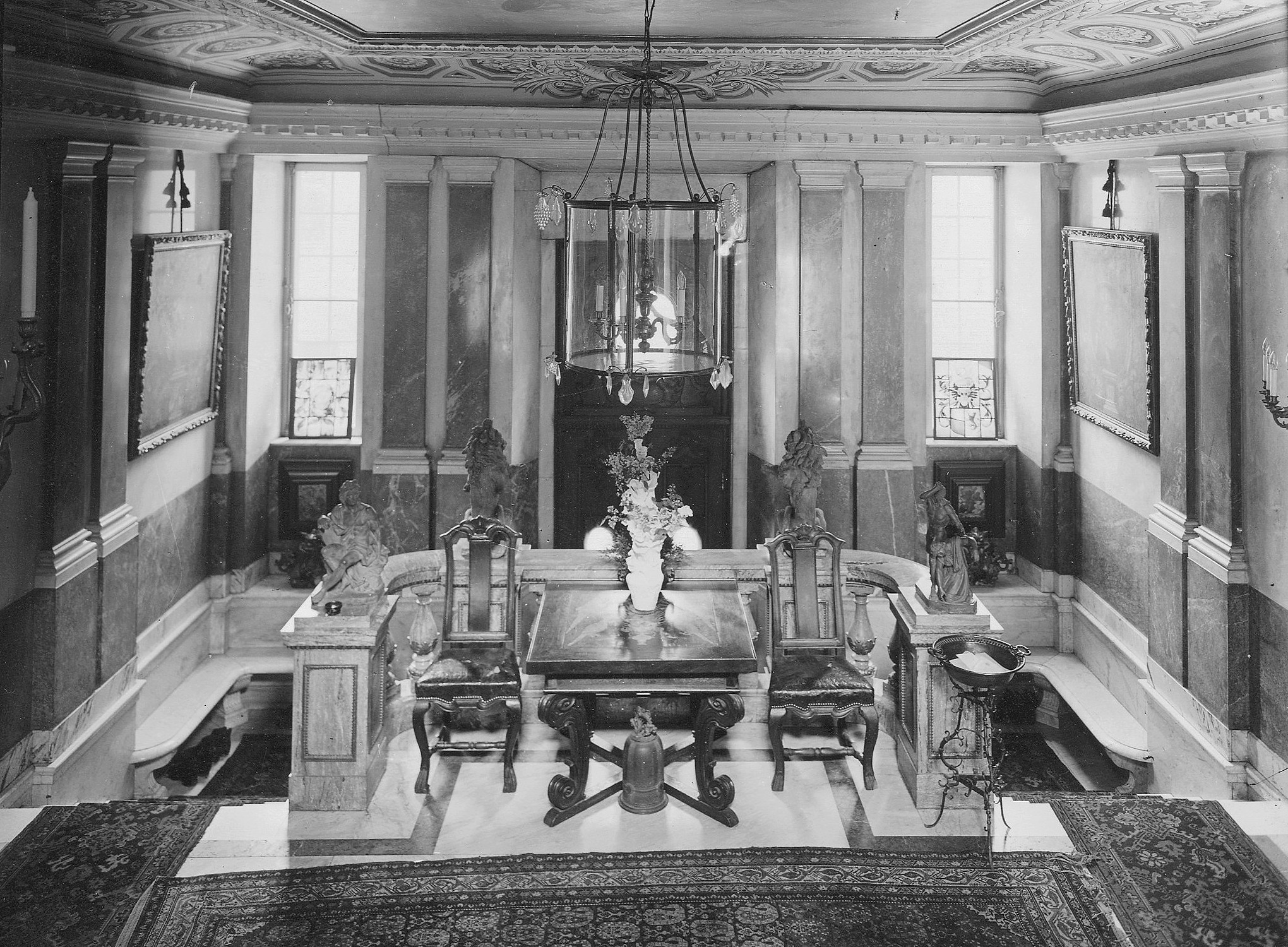
Nedre hallen på Jean Jahnssons tid.
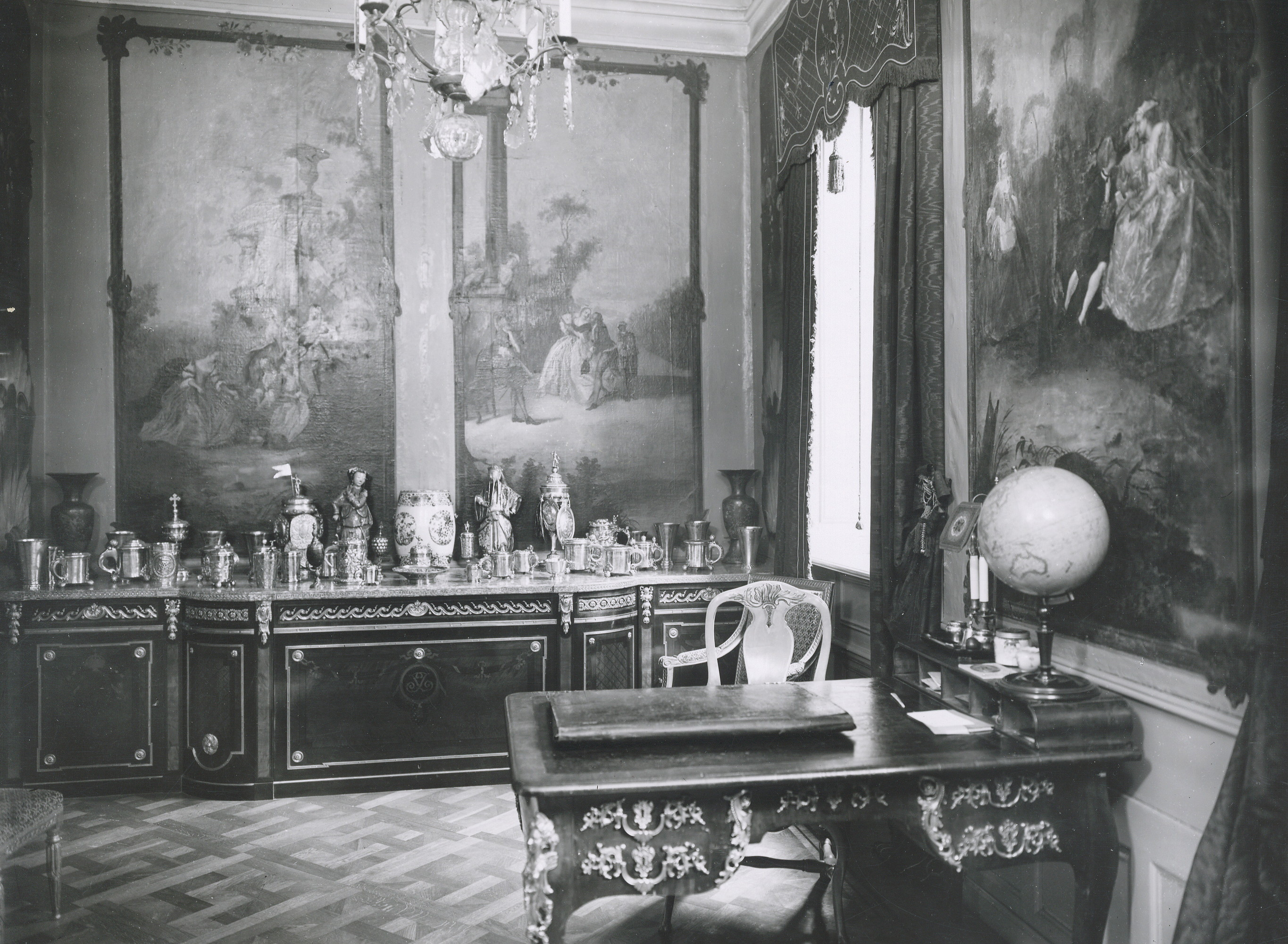
Jean Jahnssons silverkammare.
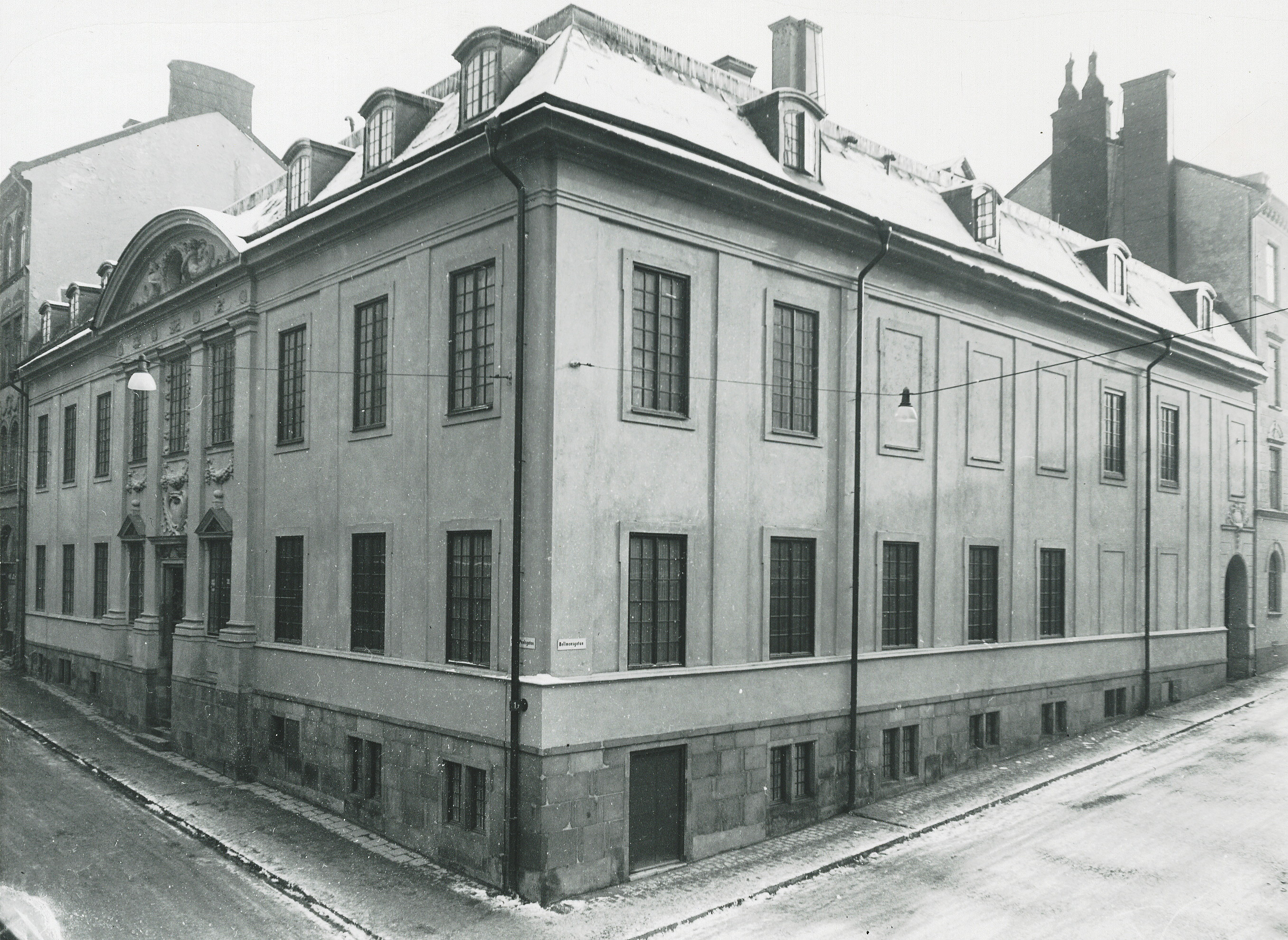
Byggnaden 1943.

## Stockholms stad blir ägare

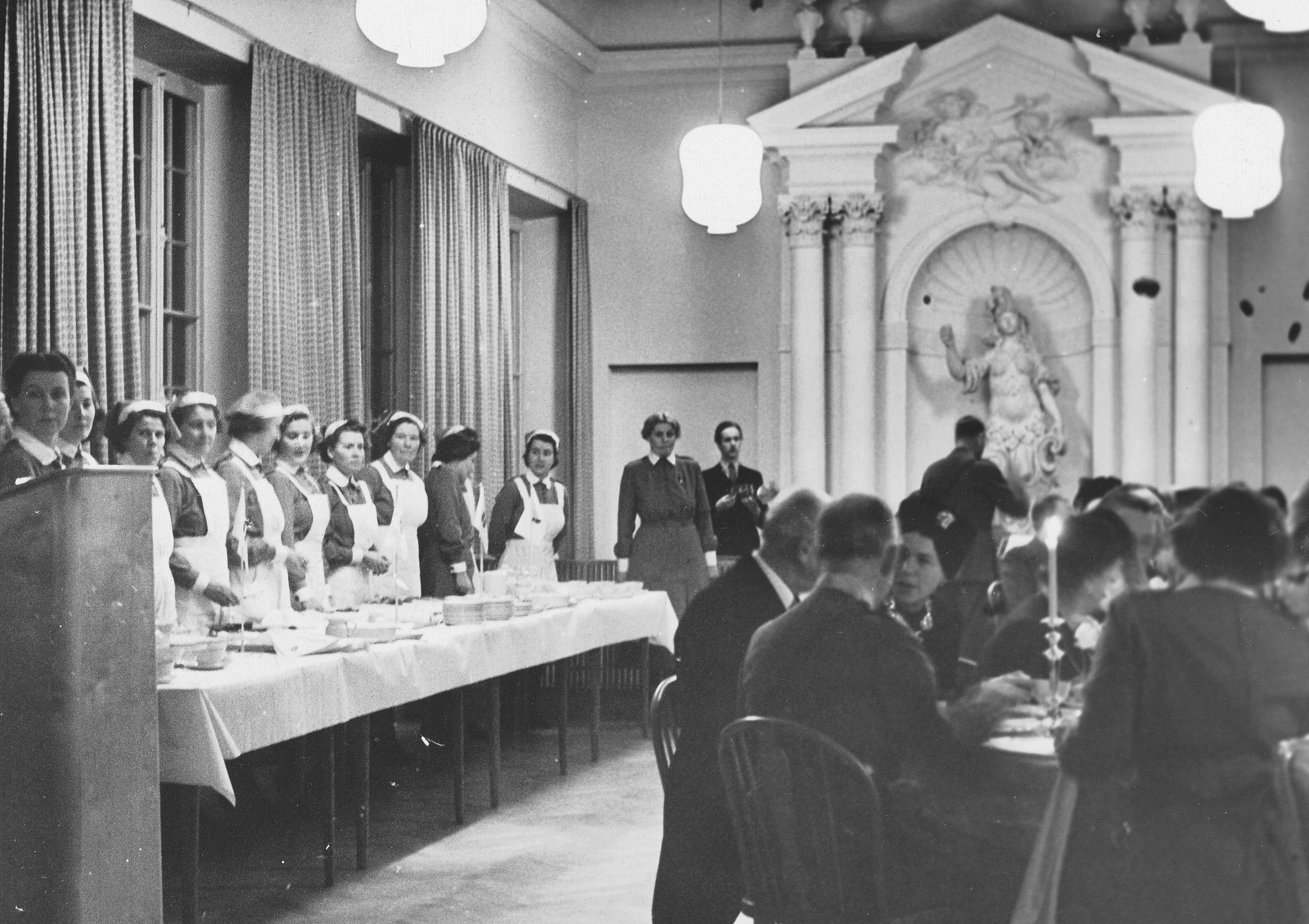
Från återinvigningen genom Lottakåren, januari 1944.

Genom finansmannen Axel Wenner-Gren, som köpt byggnaden i februari 1938 räddades van der Nootska palatset. Wenner-Gren hade inte för avsikt att själv flytta in i huset utan donerade det till Sveriges Lottakårer tillsammans med en halv miljon kronor som skulle täcka upprustningen av byggnaden. Lottakåren hade dock ingen ekonomisk möjlighet att stå för upprustning och årligt underhåll av fastigheten. Med Wenner-Grens tillstånd överfördes då fastigheten 1942 till Stockholms stad, med förbehållet att Sveriges Lottakårer skulle bli hyresgäster. Palatset förklarades som kulturreservat i stadsplanen (så kallad q-märkning) och rivningshotet var därmed undanröjt.
År 1943 renoverades och anpassades byggnaden till kontorsverksamhet som utfördes av fastighetskontorets husbyggnadsavdelning under stadsmuseets ledning med stadsantikvarien Gösta Selling i spetsen. Inredningsarkitekten Rolf Engströmer stod för en del nytillverkade möbler och gestaltningen av den fasta interiören. Den något hårdhänta omdaningen innebar att delar av de stilhistoriska inredningarna från 1900-talets stora ombyggnad togs ner, men finns bevarade, så att man i en framtid lätt skall kunna återställa rummen i dess skick från Jean Jahnsson tid. 
Lottakåren lämnade van der Nootska palatset i början av 1980-talet och 1988 fick palatset en ny hyresgäst. Här skulle nu finnas plats för arrangemang av konferenser, större fester samt lunchservering. För verksamheten ansvarar sedan dess Kerstin Monsén och Roland Samryd. Det följde flera restaureringar och ombyggnader med syfte att återställa interiörerna till dess forna glans. År 2005 överfördes van der Nootska palatset från Stockholms Gatu- och fastighetskontor till kommunägda AB Stadsholmen.

## Byggnadens utformning

### Exteriör

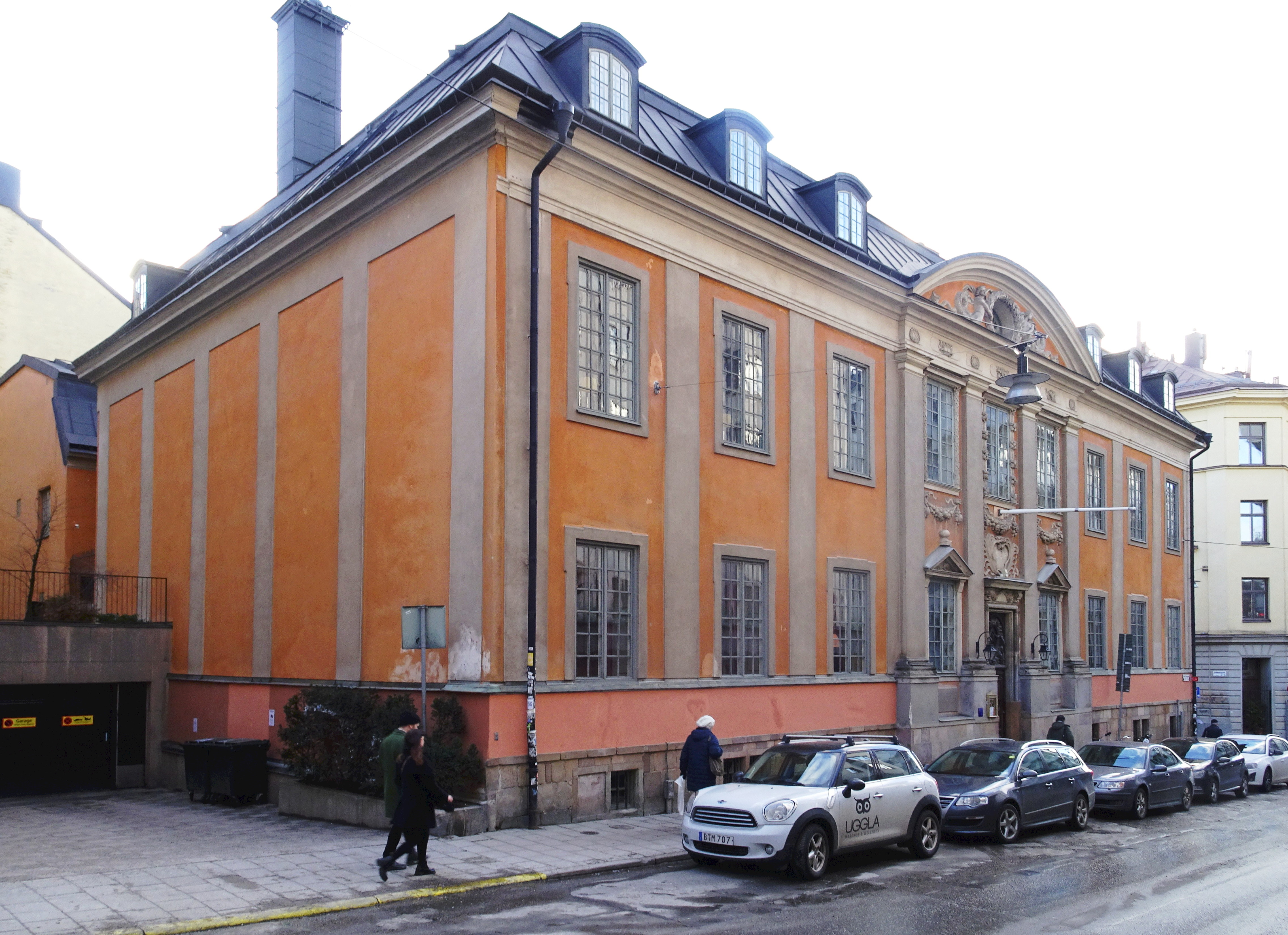
Byggnaden sedd från öster, 2018.

Palatset uppfördes i två våningar på en relativt hög källare. Yttertaket var ursprungligen ett valmat sadeltak med lätt svängd form. Mot trädgården (åt söder) anordnades två flyglar, på var sida om ett något utbyggt trapphus. Huvudfasaden mot gatan är indelad genom pilastrar i kolossalordning och fick en längd om nio fönsteraxlar. Mitten är accentuerad genom att partiet skjuter fram (risalit) och dess pilastrar är även i toskansk ordning och arkitraven ovanför är även ornamenterad med bland annat snäckskal och martialiska eller krigiska motiv i form av fanor, kanoner och pukor. Mittpartiet kröns av segmentbågig och rikt dekorerad gavelfronton. I frontonfältet märks sjöjungfruer till höger och vänster om ett ovalt fönster, ett så kallat oxöga. Mittrisalitens fönster fick artikulerade omfattningar i ovanvåningen med bladverk respektive fruktknippen, och i bottenvåningen kröns dess fönster av ädikulor. Mellan våningsplanens fönster syns praktfulla festonger medan portalen markerades med en kartusch omgiven av palmblad. Det är oklart om de fasadytorna mellan pilastrana var putsade (som idag) eller om murteglet var obehandlat. Ursprungligen nåddes huvudentrén via en dubbel fritrappa. 
Fasaderna mot gården är något enklare gestaltade. De indelas av släta pilastrar och trapphusutbyggnaden avslutas av en fronton innehållande ett runt fönster. Byggnaden är tillsammans med Maria Magdalena kyrka avbildad 1690 i Erik Dahlberghs Suecia antiqua et hodierna. Där framgår att mycket av exteriörerna, med undantag för yttertaket, fortfarande idag bevarar sitt ursprungliga utseende.
År 1740 uppfördes ett kapell på östra delen av tomten och användes som kyrka åt den holländska reformerta kyrkan. Kapellet stod i direktförbindelse med van der Nootska palatset i flera våningsplan men hade även en egen ingång från gatan. Vid samma tid fick palatset dagens, brutna takform. Kyrkobyggnaden nyttjades som församlingskapell fram till 1840-talet och revs slutligen 1896.
På tomten finns ytterligare en byggnad som tillkom i samband med om- och tillbyggnaden 1903–1906. Huset innehöll stall och kuskbostad. Fasaden smyckas av en inskription: Uppfördes för mina fyrfota vänner 1906. Idag finns här konferensrum. Vid samma tillfälle förlängdes även den västra flygeln mot Bellmansgatan (se avsnitt ”Palatset under Jean Jahnsson”). På Josabeth Sjöbergs akvarell ”Utsikt från mina fönster i huset No 20 vid St. Paulsgatan” från 1870 syns västra flygeln innan tillbyggnad. Hennes illustration torde representera palatsets utseende under större delen av 1800-talet.

### Interiör

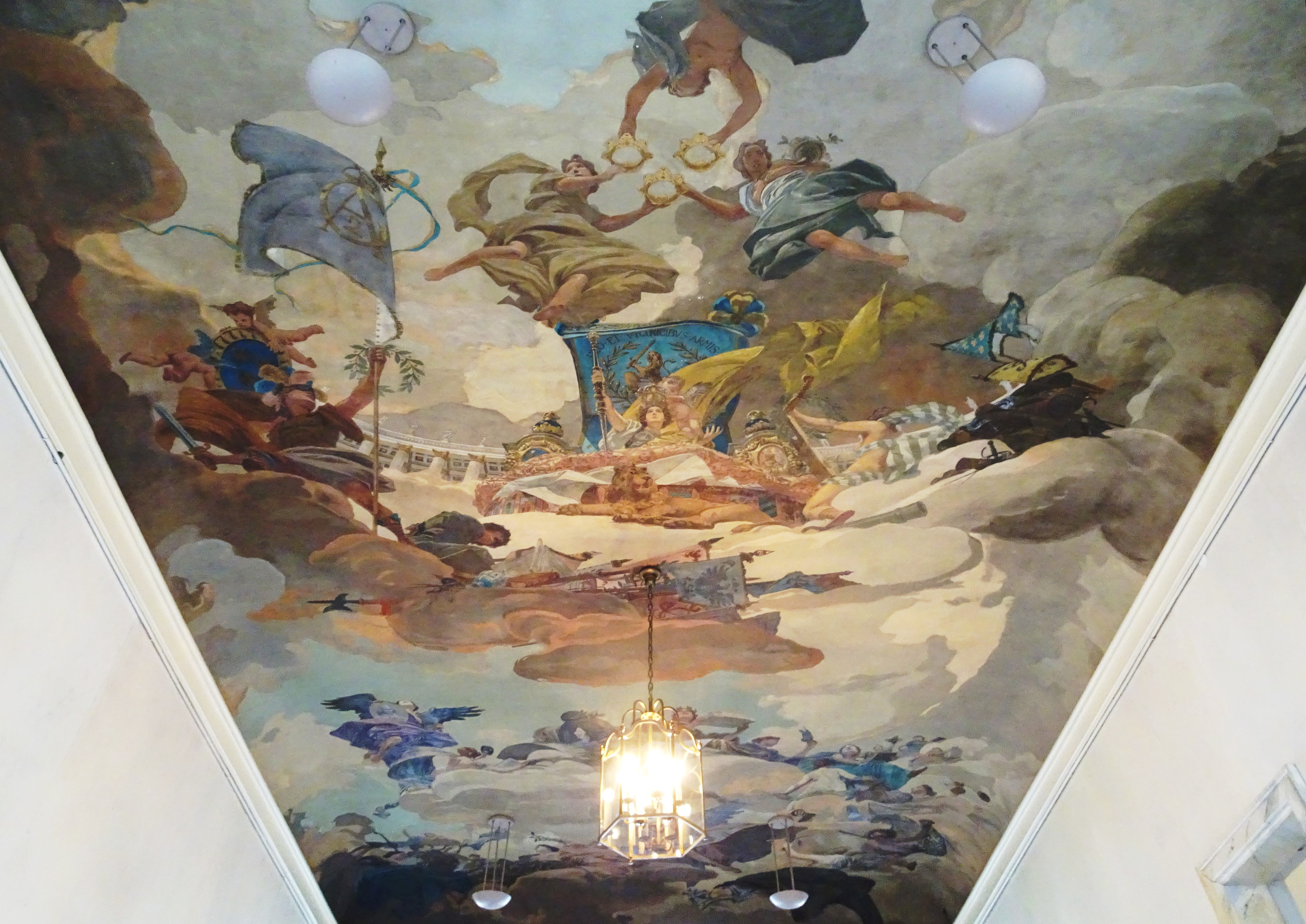
Vicke Andréns plafondmålning i huvudtrappans tak.

De tidigaste beskrivningarna av interiörerna härrör från 1700-talets mitt. Huset hade då redan renoverats några gånger men bevarade ändå en hel del av 1600-talskaraktären, inte minst vad gäller planlösningen. I källarvåningen fanns tio rum med bland annat köket. 
Dominerande i palatset är den praktfulla huvudtrappan med dubbla trapplopp som börjar i entréhallen. Nuvarande utförande med polerad marmor i olika färger och barriär av kolmårdsmarmor skapades av Isak Gustaf Clason vid ombyggnaden 1903-1906. Då revs även några väggar på det översta vilplanet och dagens luftighet erhölls. I taket märks en stor plafondmålning, utförd i barockens formspråk av Vicke Andrén med tydliga influenser av  Carl Hårlemans plafondmålning i Slottskyrkan. Målningen visar en serie allegoriska scener som glorifierar stormaktstiden. På bottenvåningen anordnades elva rum med varierande storlek. Västra flygeln byggdes till mot gården 1903. I denna inrymdes bland annat matsalen och vinterträdgården. I övrigt märks i fyra rum inredningar från det senare 1600-talet, med ursprungliga stucktak i flera av rummen som bröderna Carove utförde.
Övervåningen, den så kallade paradvåningen, präglas av stora salar som nyttjas idag för konferenser och större fester. Sammanlagt fanns här tio rum av varierande storlek. Åt öster ligger det mindre spegelkabinettet med ursprunglig 1700-talsinredning. Innanför finns biblioteket, med inredning inspirerad av ett av paradrummen på Drottningholms slott. Åt väster från trapphallen ligger musiksalongen med stucktak från 1600-talet och våningens båda stora festsalar, Swedenborgsalen med en stor takmålning samt längre in den tidigare vinterträdgården. Båda salarna tillkom i samband med ombyggnaden 1903. På vindsplanet inreddes under 1900-talets början några mindre gästrum gestaltade i 1700-talsstil. Idag finns här små konferensrum.

## Bilder

Fasaderna
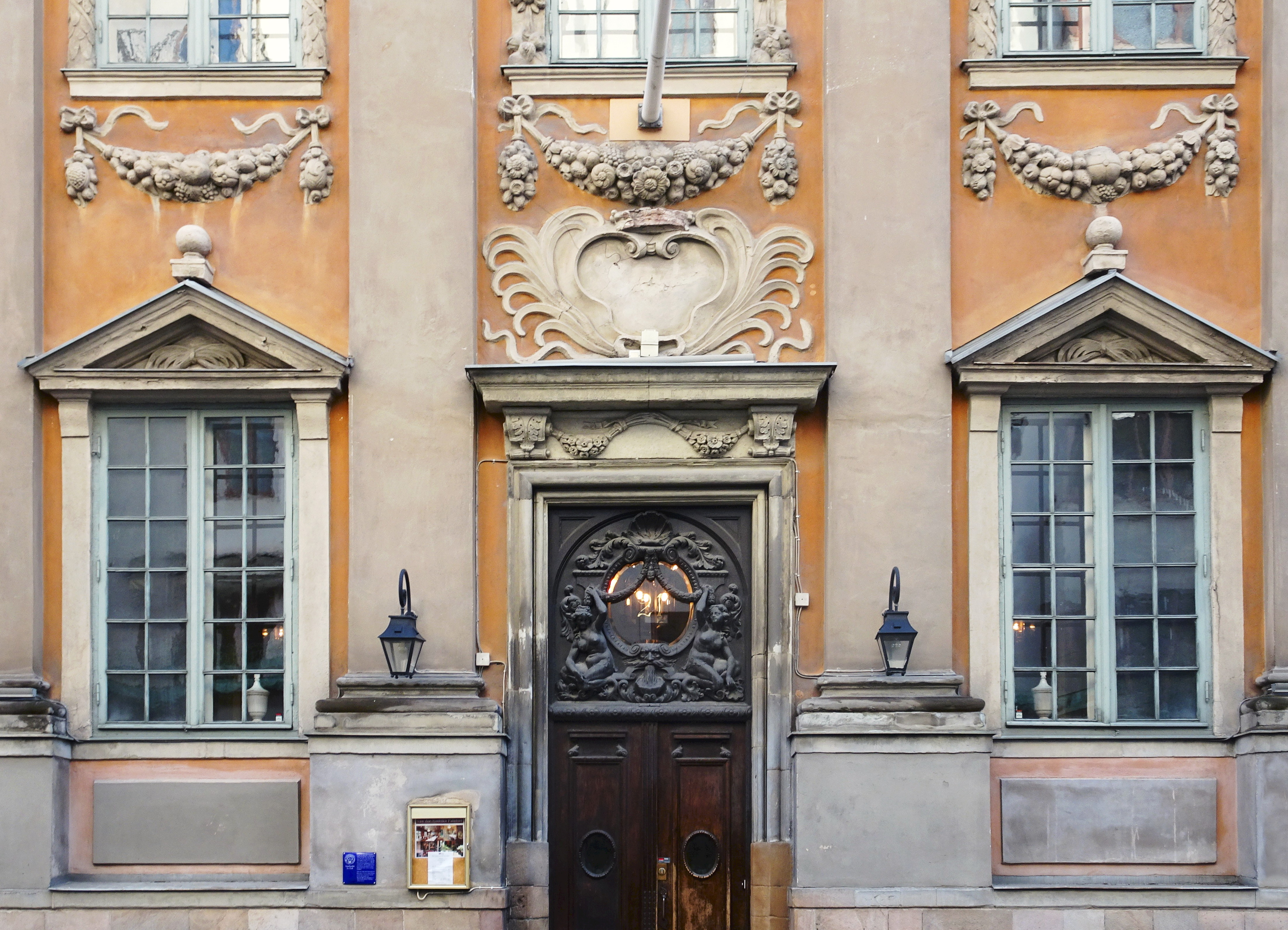
Mittpartiet mot Sankt Paulsgatan
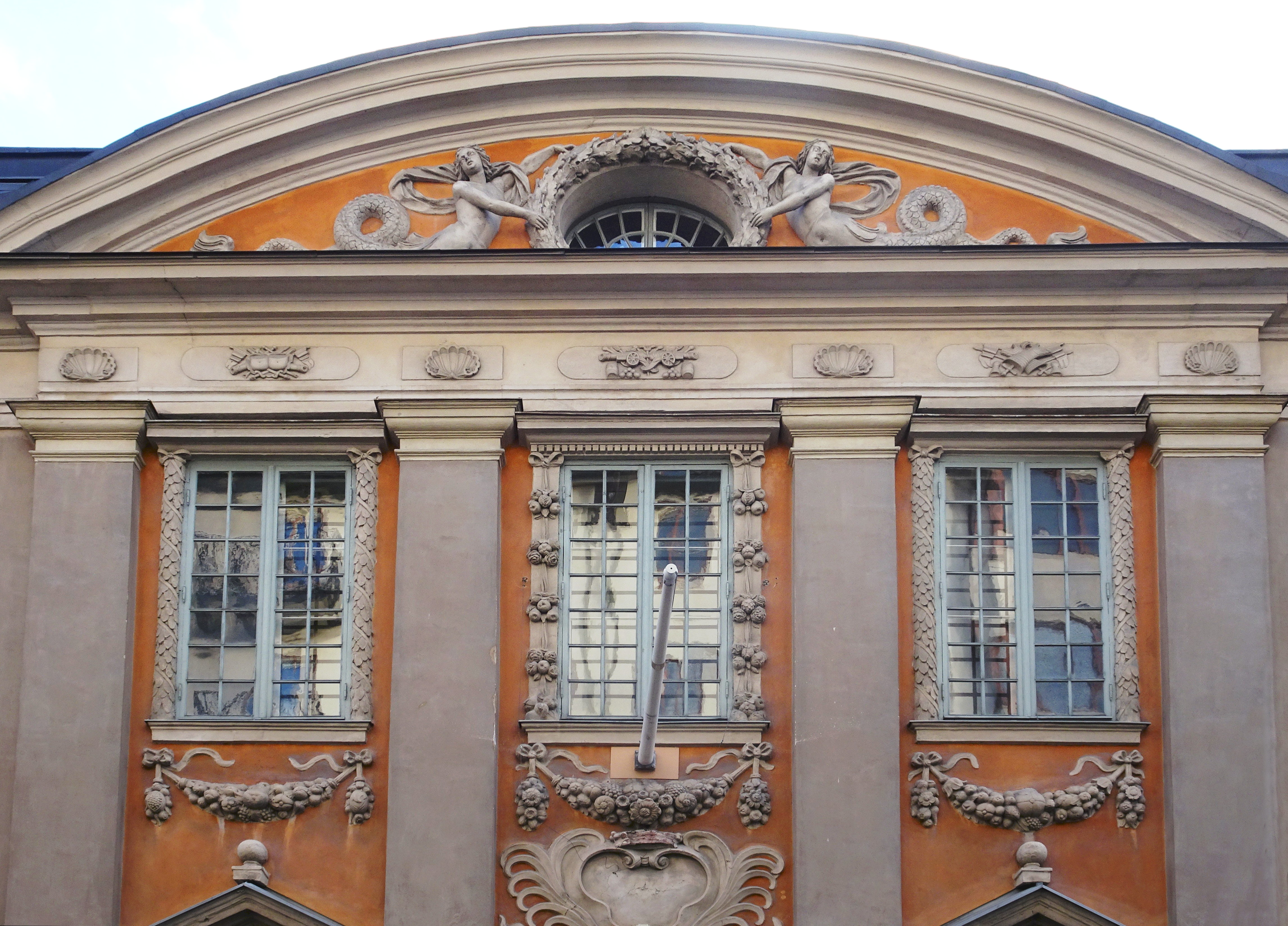
Den segmentbågiga gavelfrontonen
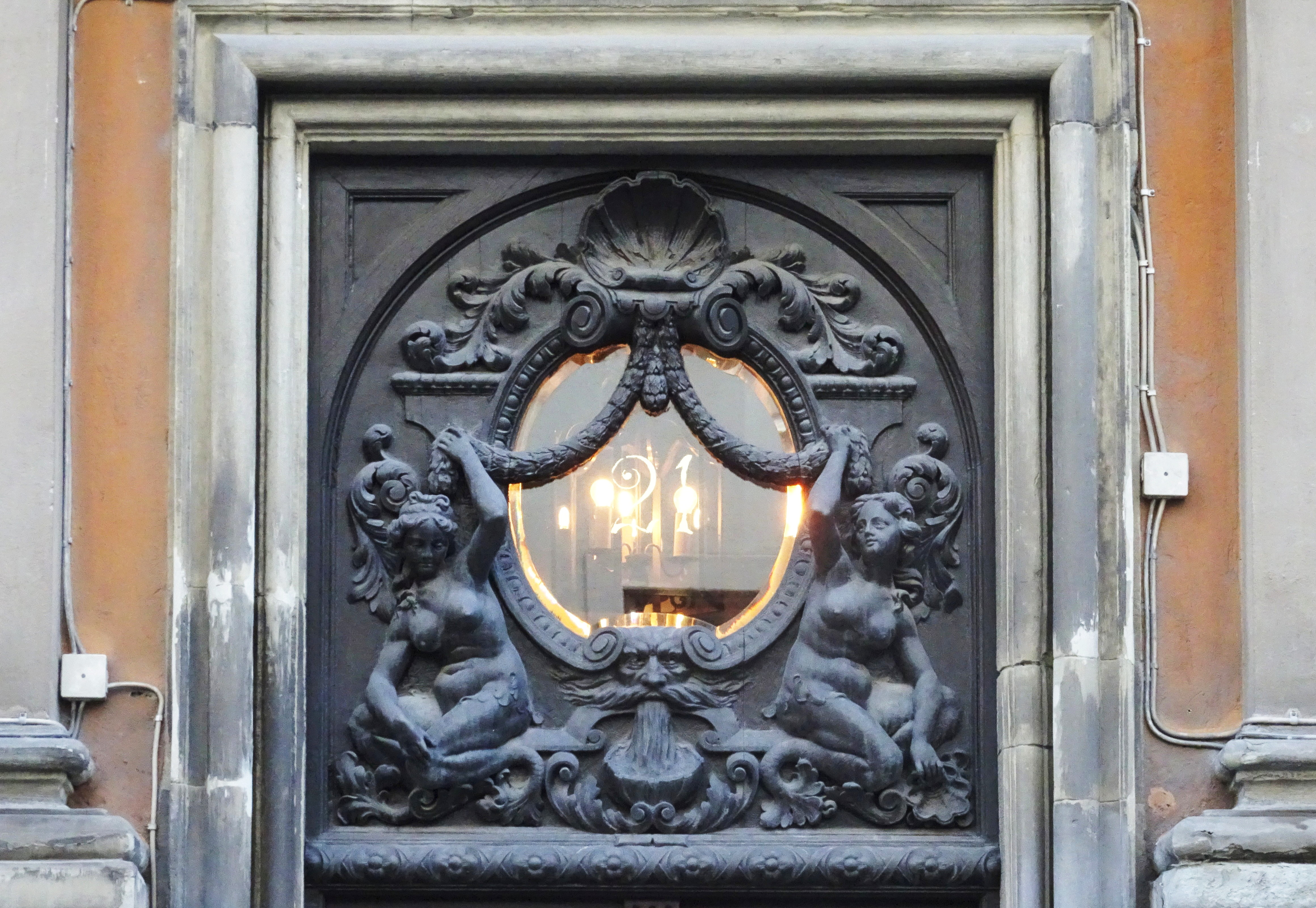
Dörröverstycke, entréport
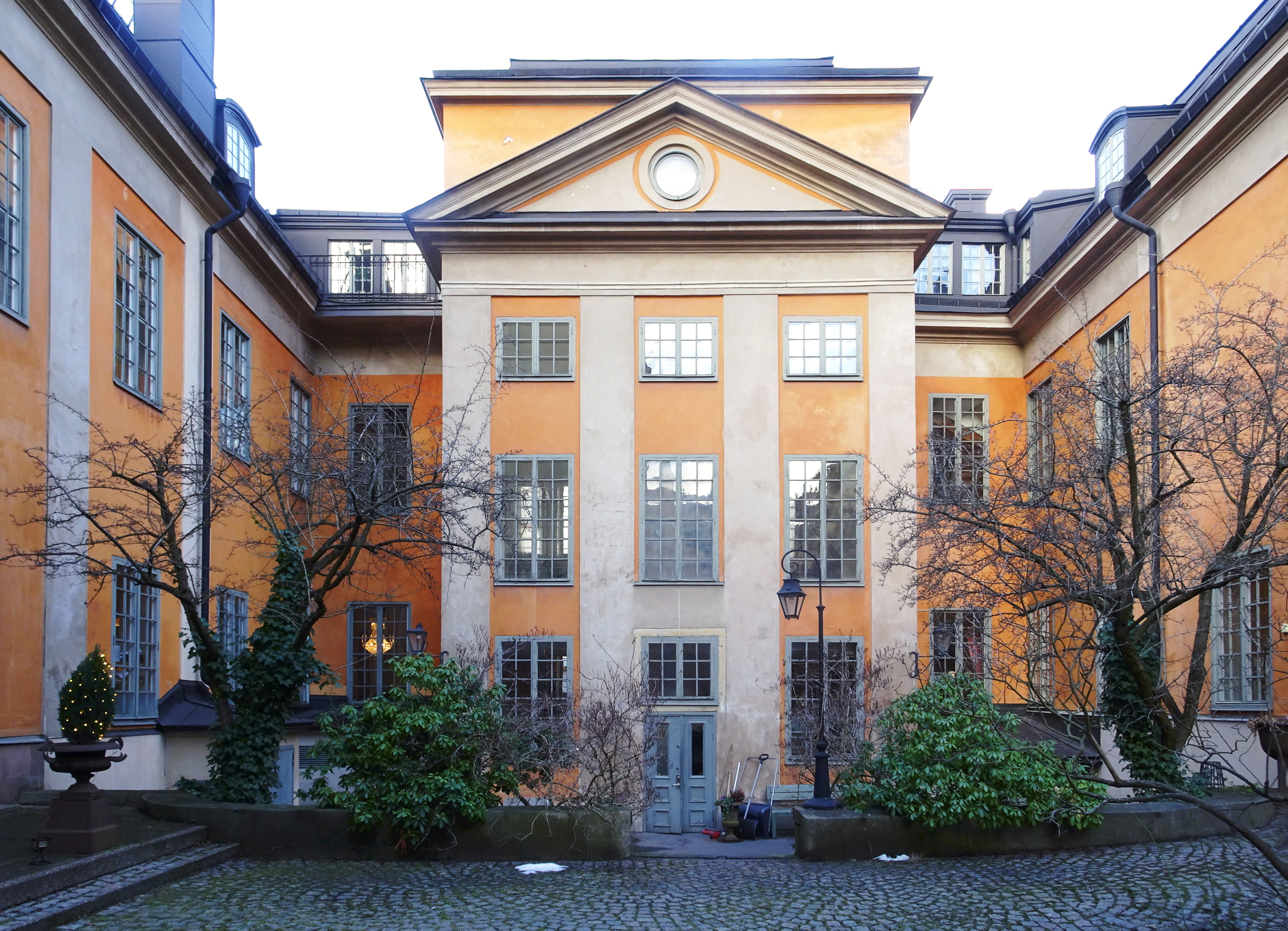
Fasad mot gården
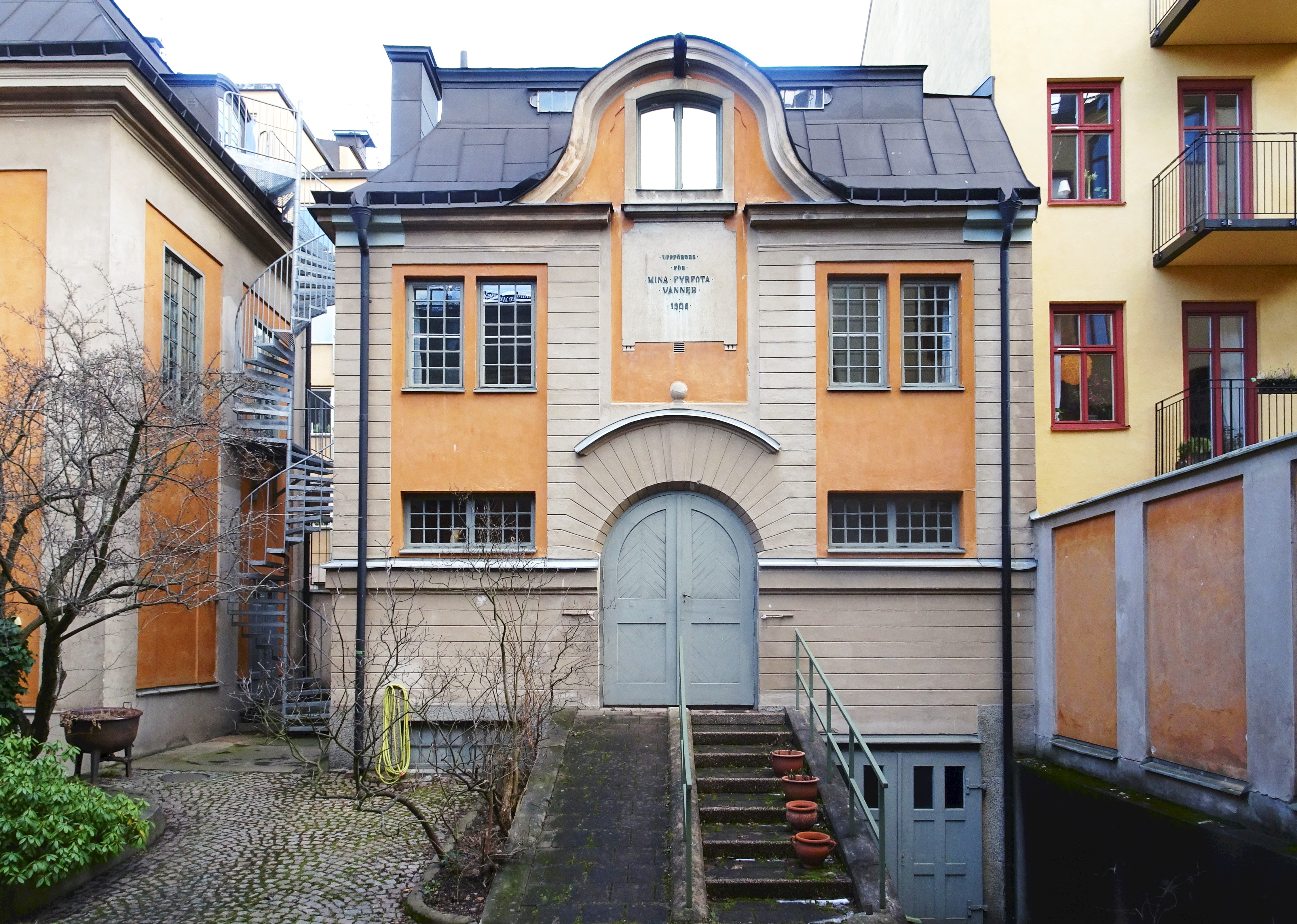
F.d. stallbyggnaden sedd från gården

Huvudtrappan
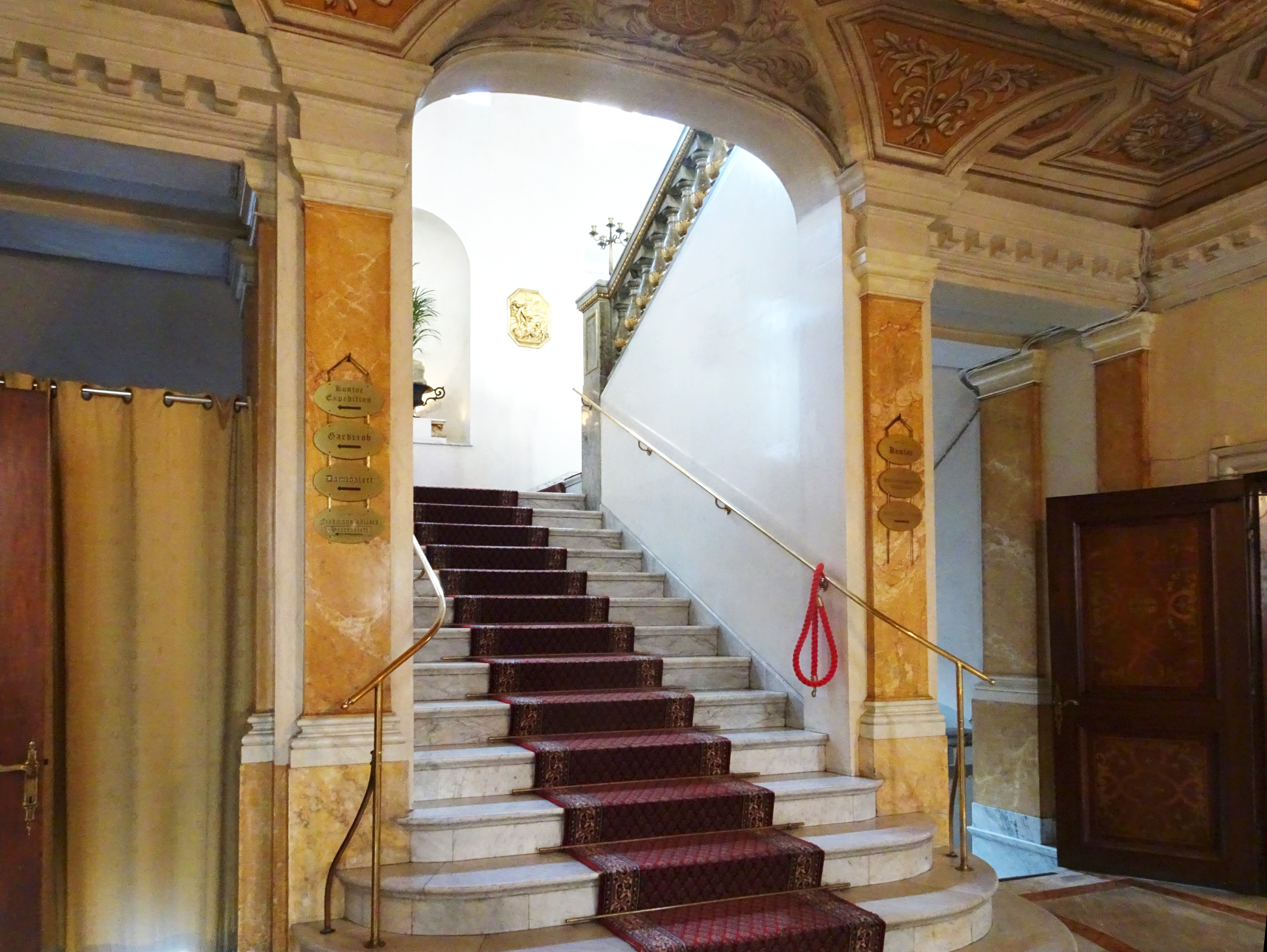
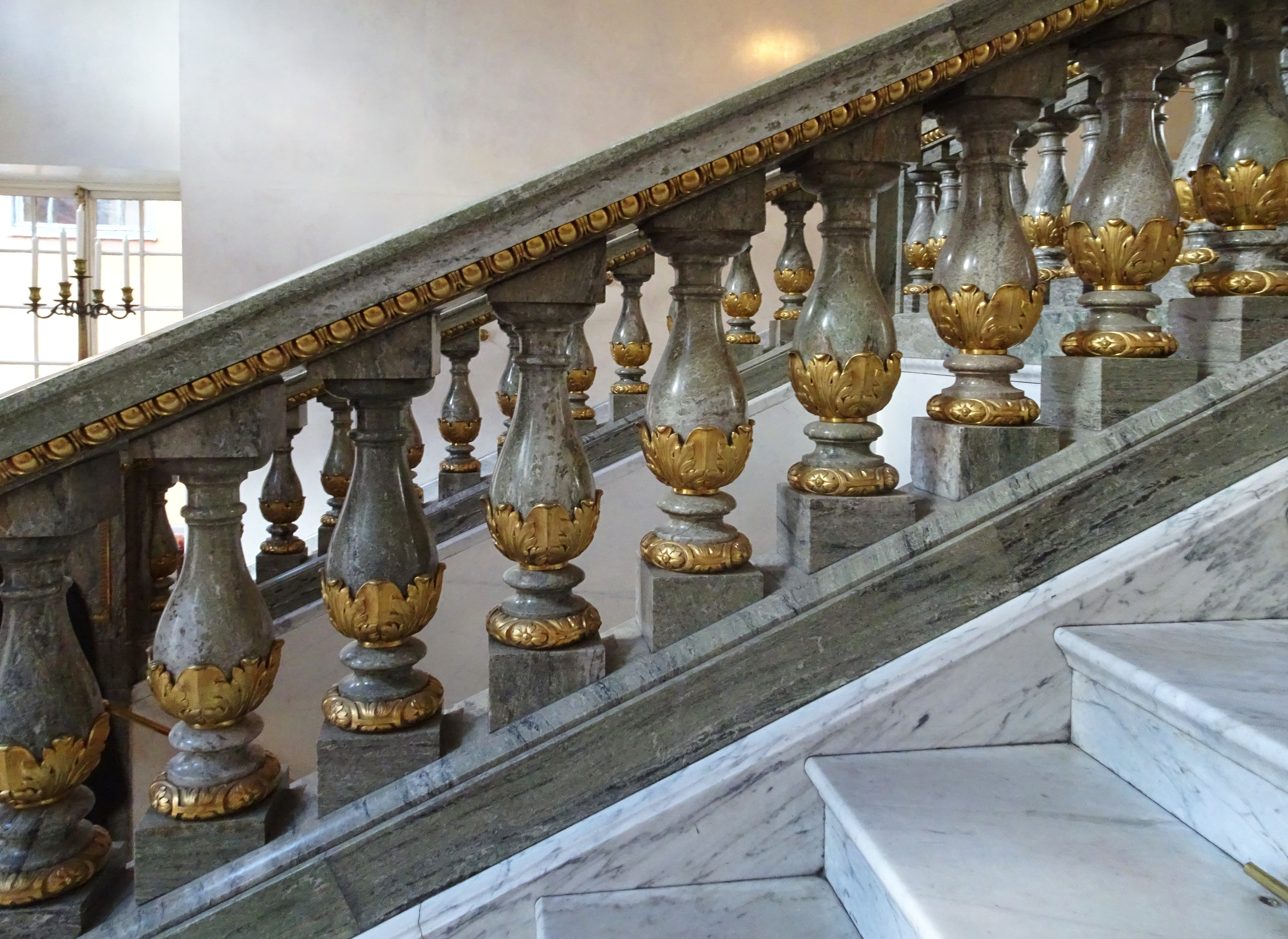
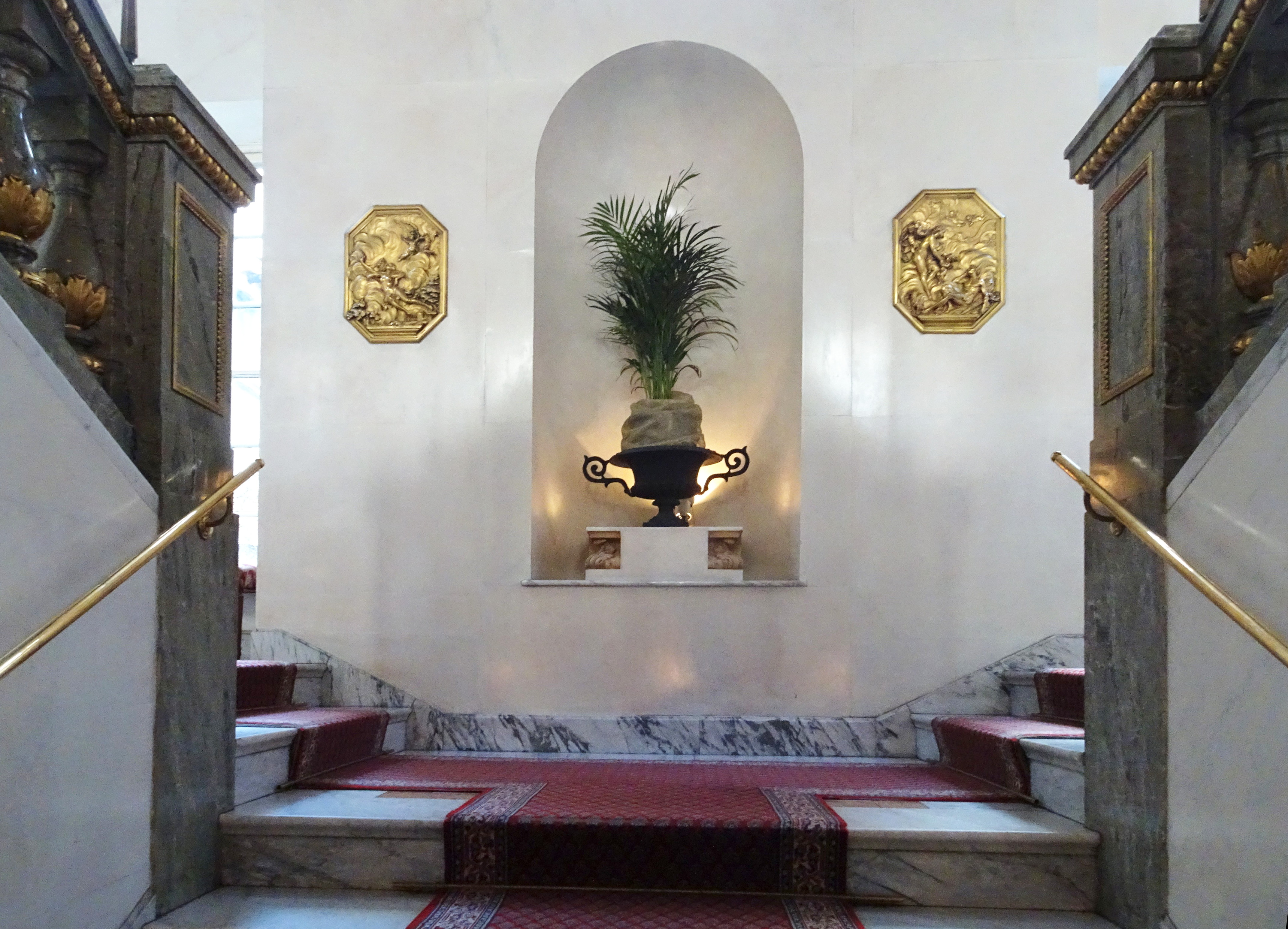
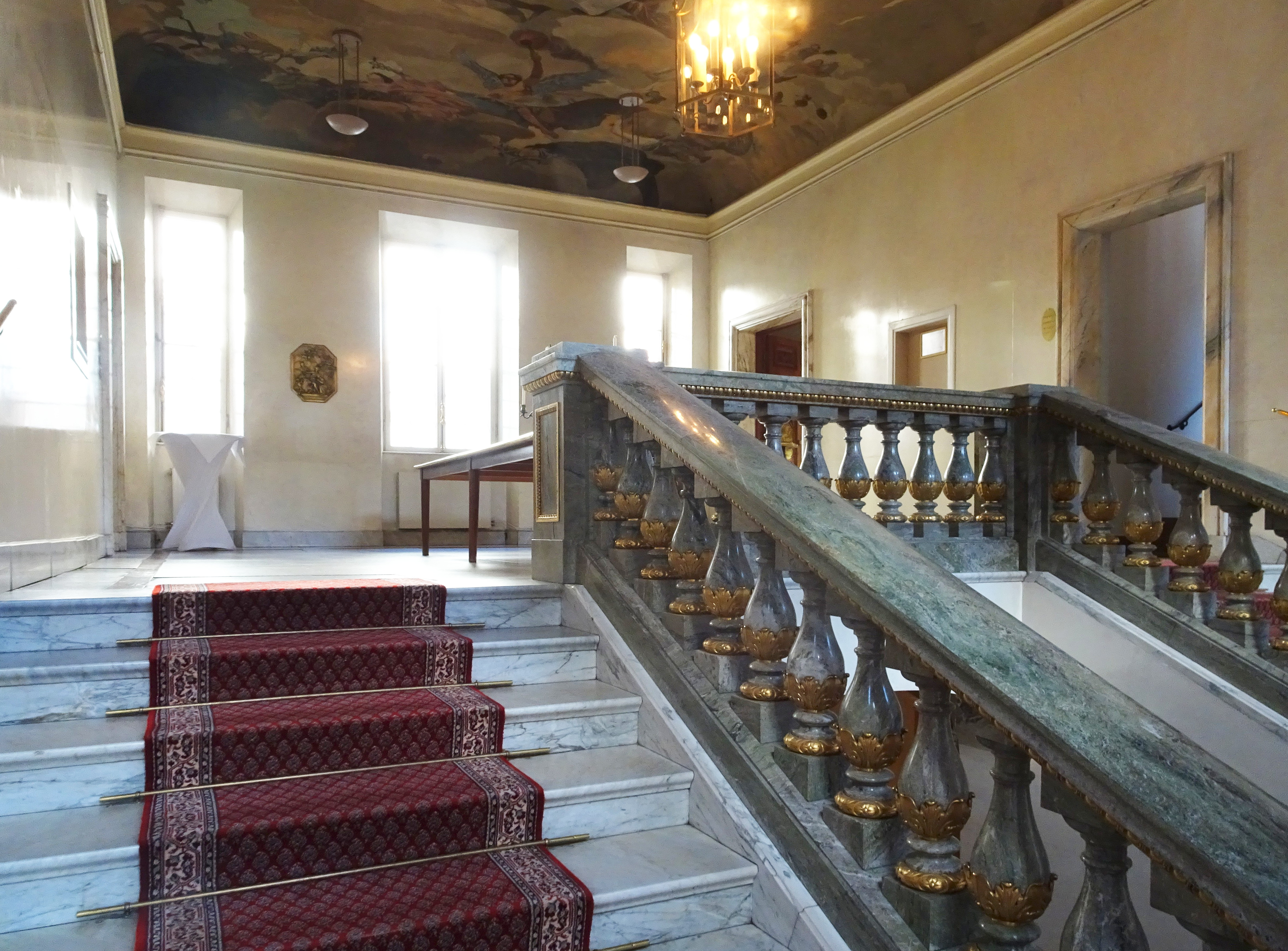
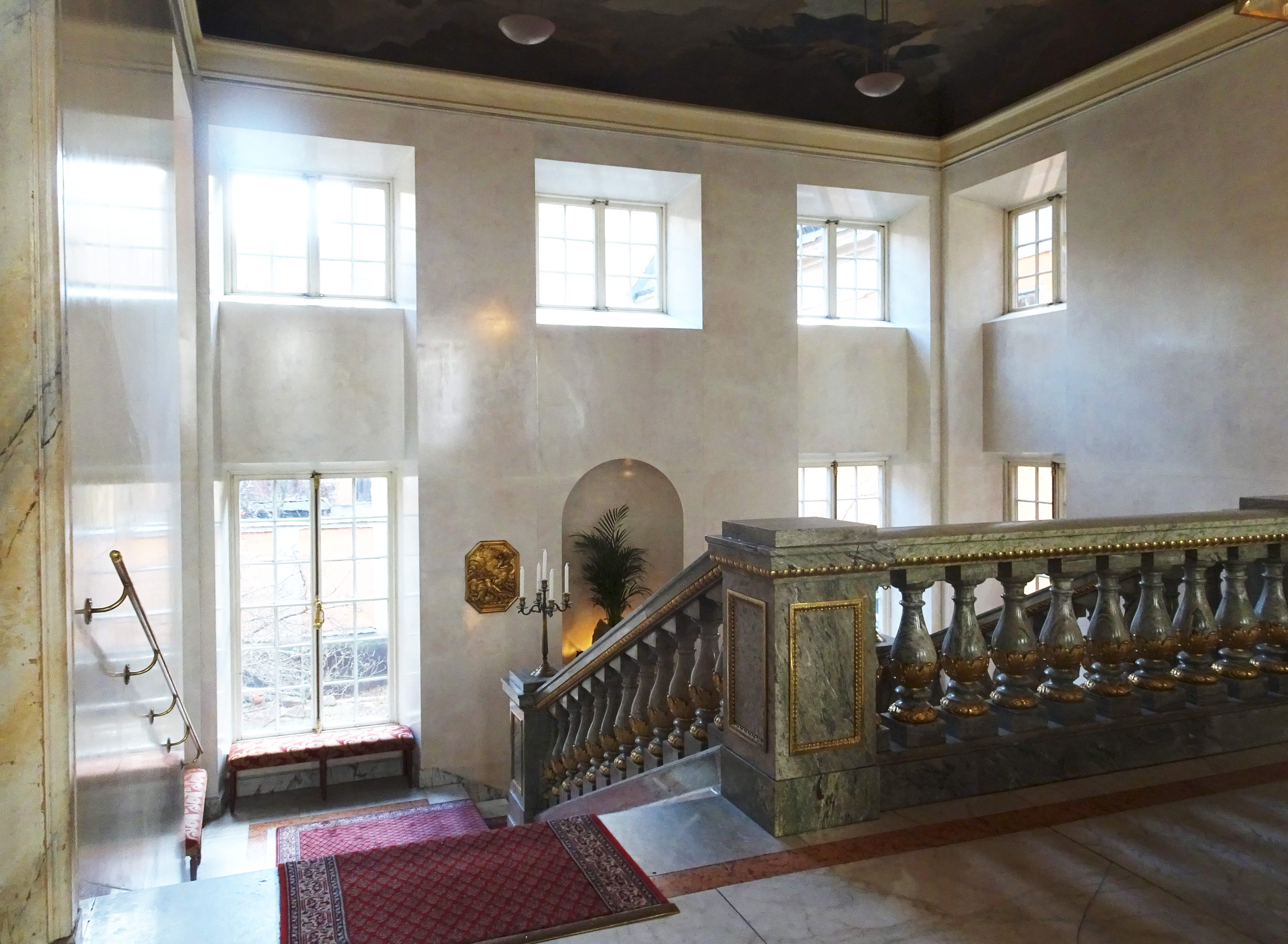

Rum i urval
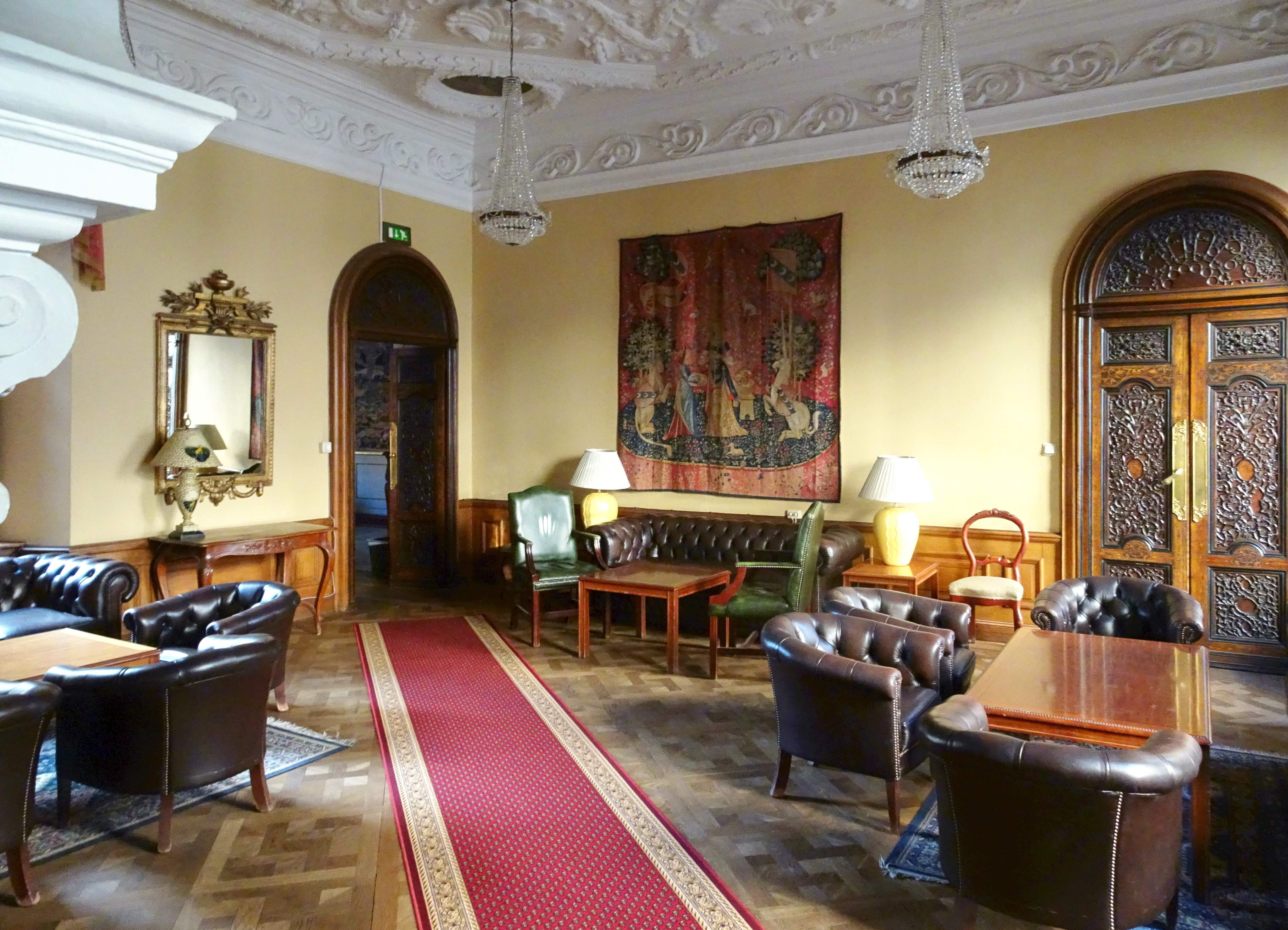
Musiksalongen
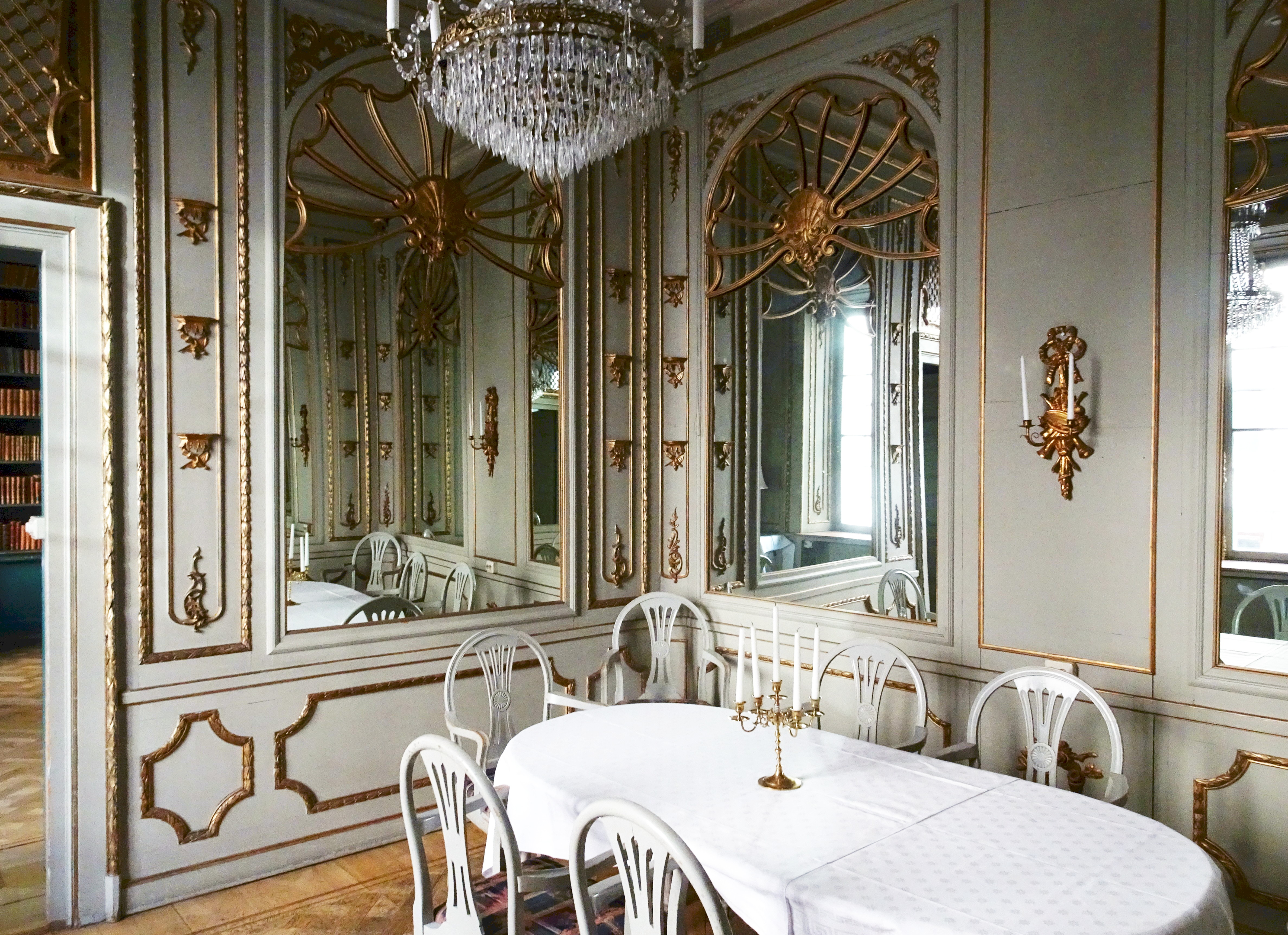
Spegelkabinettet
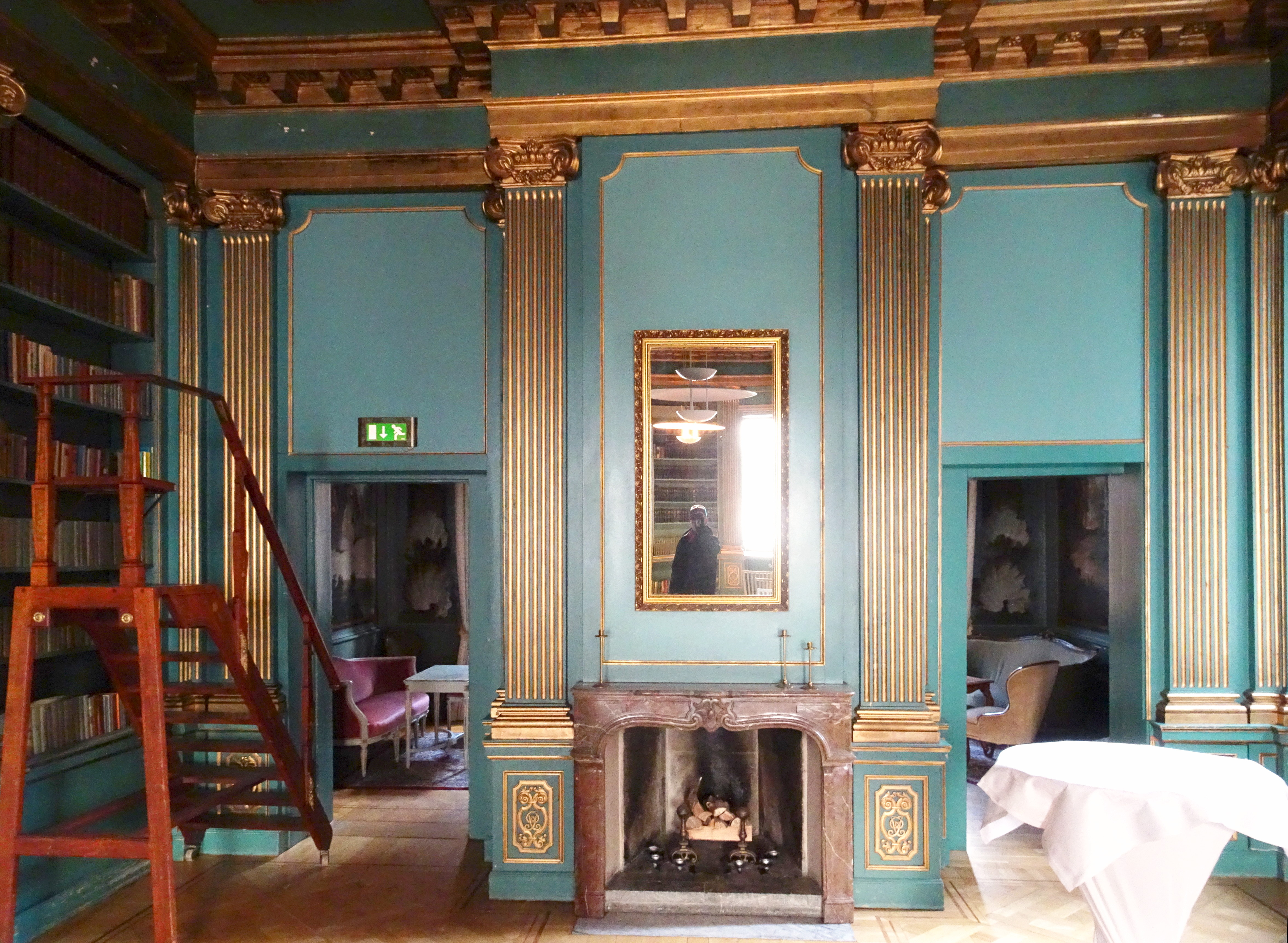
Biblioteket
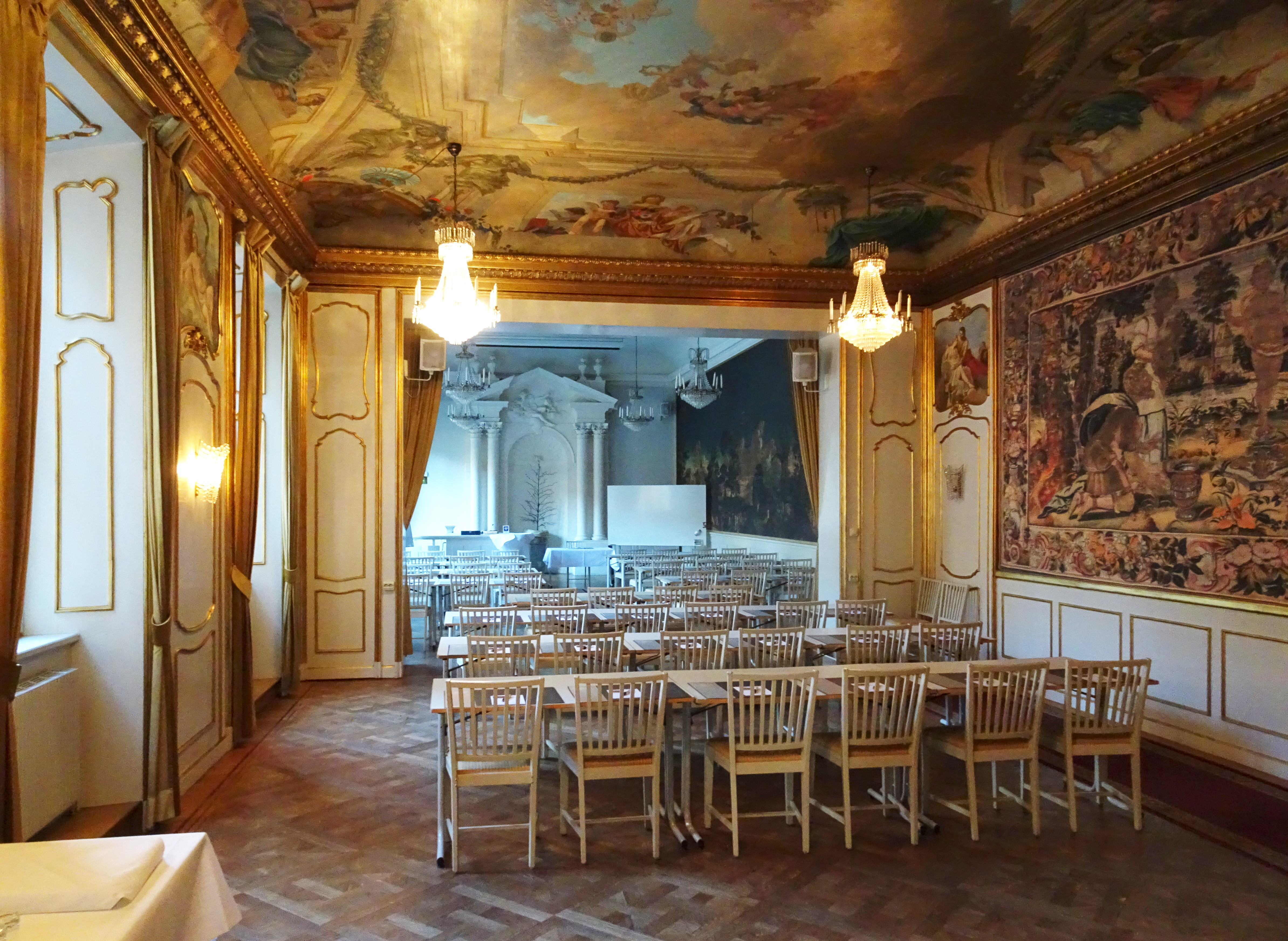
Swedenborgsalen
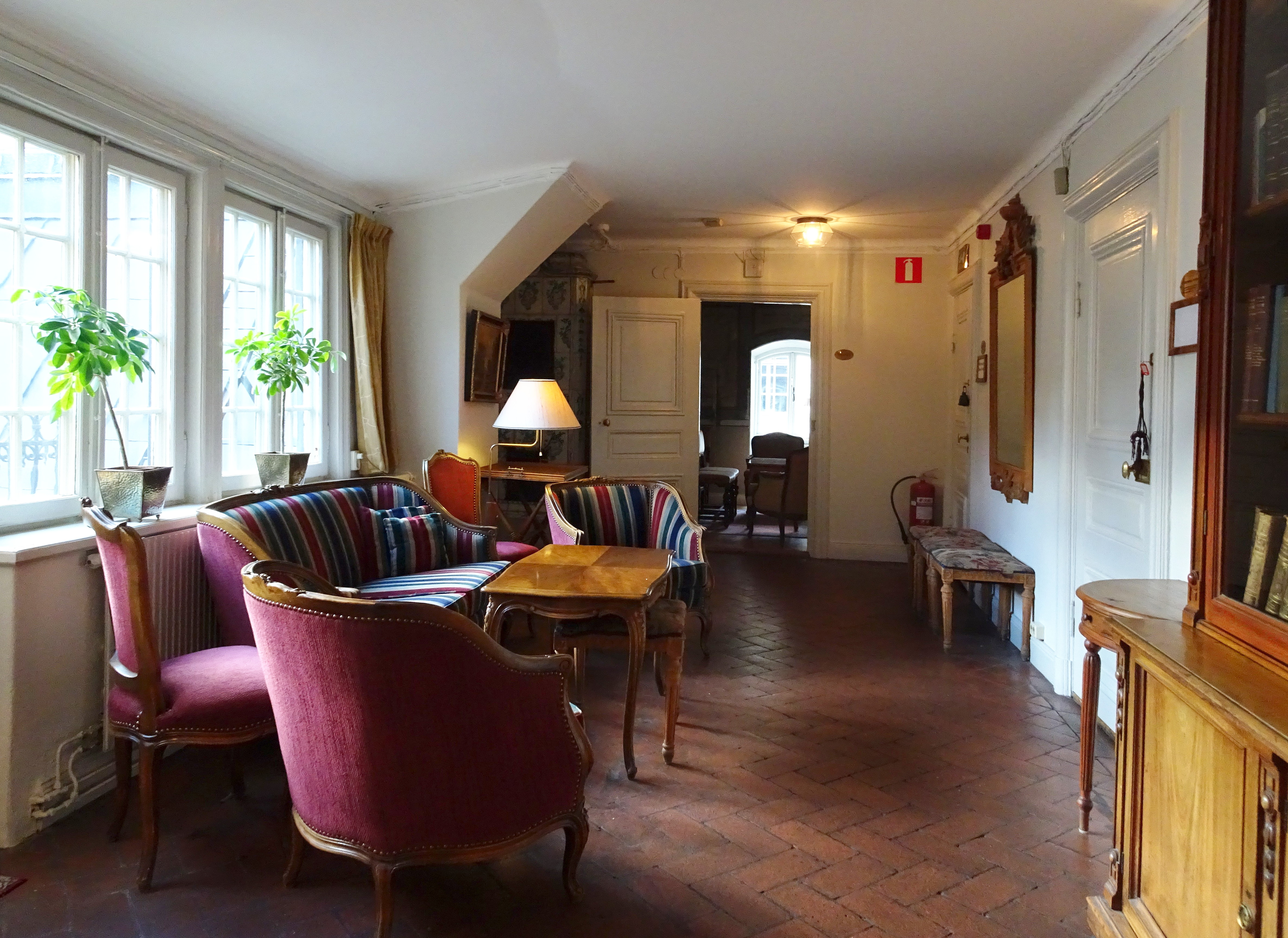
Vinden